# Yougoslavie
1er décembre 1918 – 4 février 2003
(84 ans, 2 mois et 3 jours)
Entités précédentes :
- Royaume de Serbie
- État des Slovènes, Croates et Serbes
- État libre de Fiume (1924)
- Italie (1947)
- Territoire libre de Trieste (1954)

Entités suivantes :
- Serbie-et-Monténégro (2003)
- République de Slovénie (1991)
- République de Croatie (1991)
- République de Macédoine (1991)
- République de Bosnie-Herzégovine (1992)

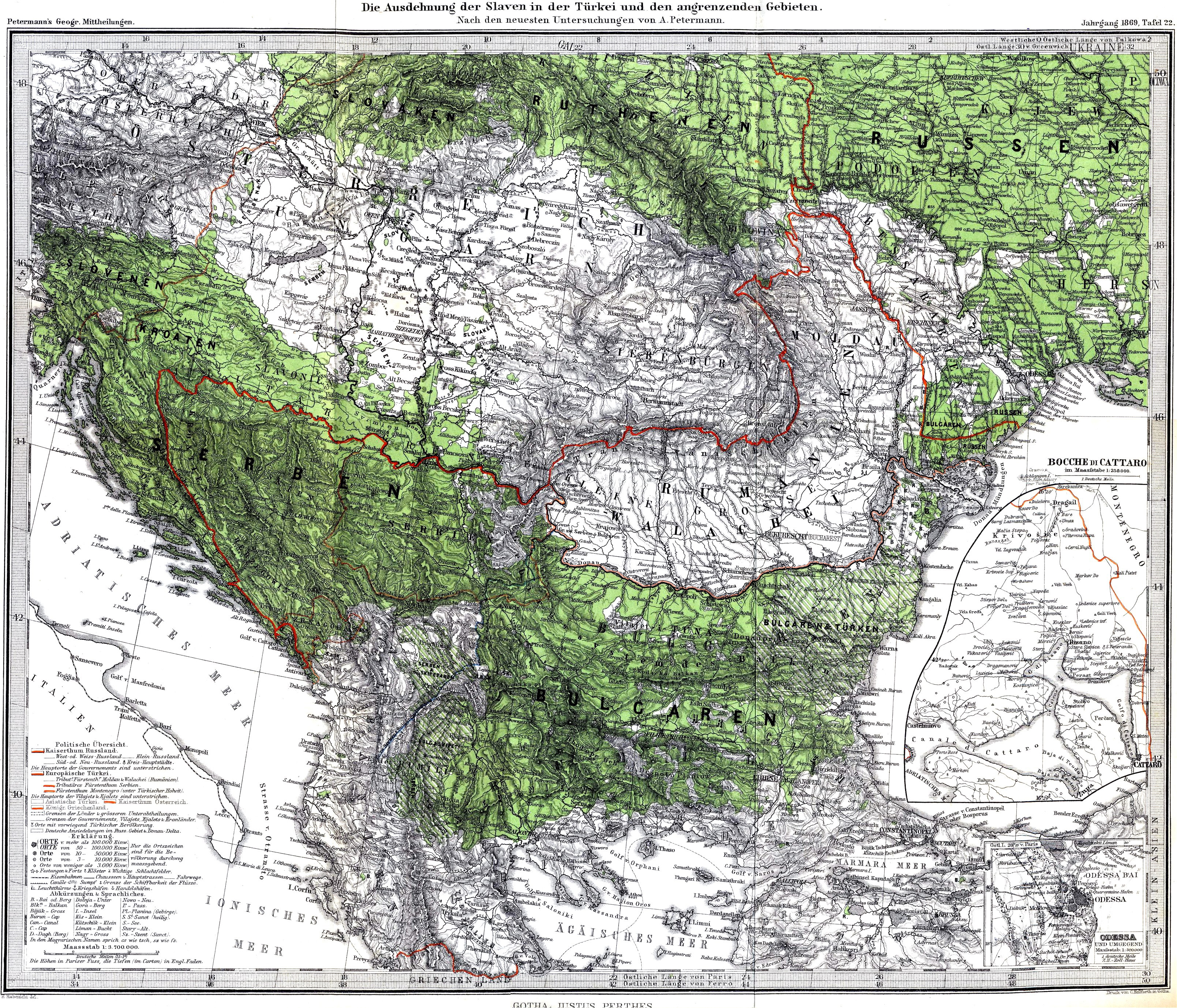
Les Slaves méridionaux ou « Yougo-Slaves » au sens large en 1869.

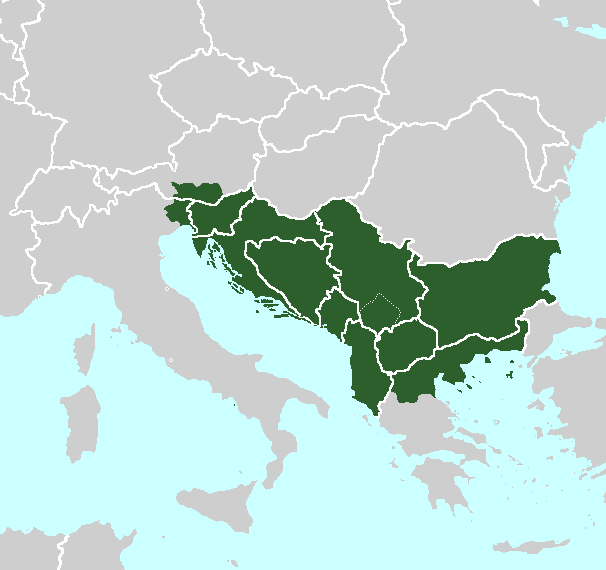
La « Grande Yougoslavie ».

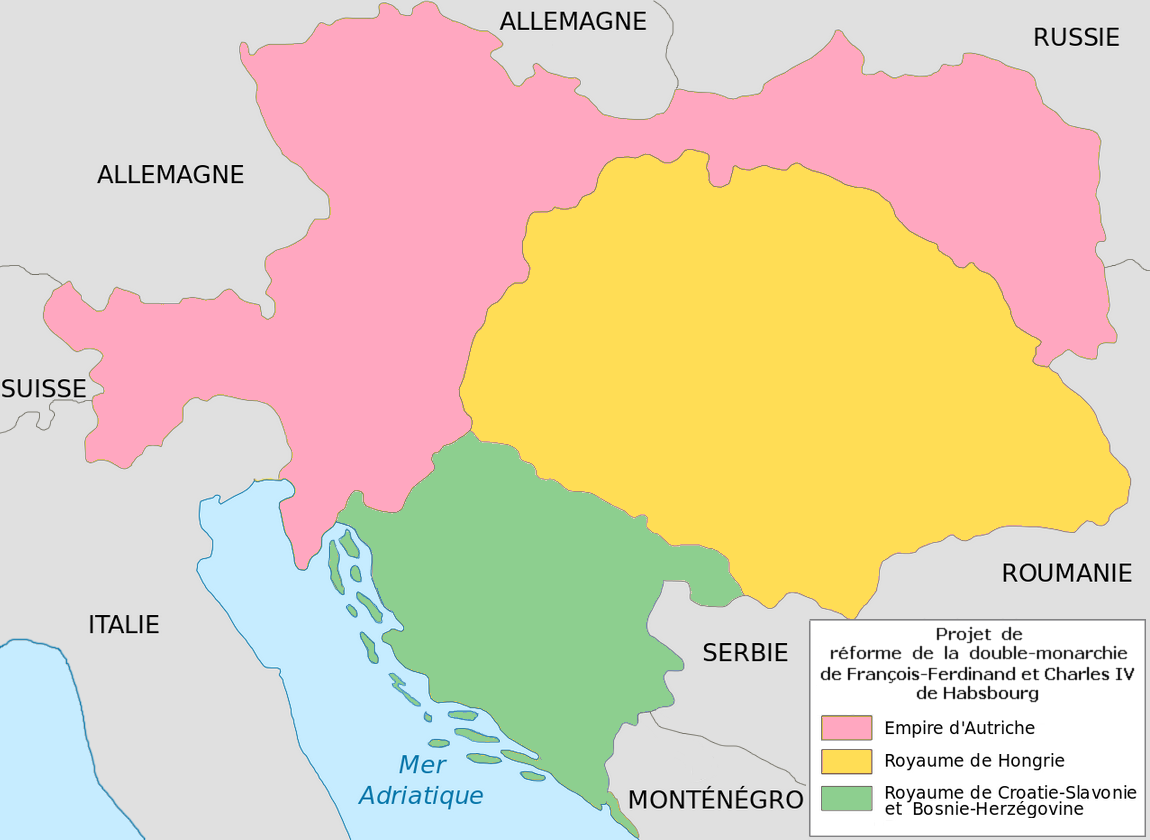
Projet de réforme de l'Autriche-Hongrie de l'archiduc héritier François-Ferdinand de Habsbourg avec le « troisième pôle », sud-slave, en vert.

L'origine des territoires du nouvel État slave du Sud en 1918 :
Autriche-Hongrie
Cisleithanie (Autriche)
Transleithanie (Hongrie)
Bosnie-Herzégovine
Autres
Royaume de Serbie
Royaume de Monténégro
Bulgarie

La Yougoslavie (prononcer /ju.gɔ.sla.vi/ ; Jugoslavija et Југославија en serbo-croate, Jugoslavija en slovène, signifiant « pays des Slaves du Sud ») est un État d'Europe du Sud-Est qui existe sous différents noms et formes entre 1918 (entre 1918 et 1929 le pays s’appelle Royaume des Serbes, Croates et Slovènes) et 2006. Jusqu'en 1992, il regroupe les actuels pays de Slovénie, Croatie, Bosnie-Herzégovine, Monténégro, Serbie, Macédoine du Nord, ainsi que le Kosovo, une république dont l’indépendance obtenue le 17 février 2008 n’est pas reconnue unanimement par la communauté internationale.
Durant la guerre froide, la Yougoslavie, alors en rupture avec l’URSS, a eu la particularité d’adopter une politique de neutralité et d’avoir été le seul régime communiste situé à l’ouest du rideau de fer. Le pays ne fut ainsi jamais membre du pacte de Varsovie et la Yougoslavie participa à la fondation du Mouvement des non-alignés tout en maintenant une politique d'ouverture vis-à-vis de l’Europe occidentale notamment sur le plan des flux financiers et de la circulation des personnes.

## Trois réalités historiques
- un projet de fédération de tous les Slaves méridionaux, des Alpes à la mer Noire et de la Drave et du Danube aux mers Adriatique et Égée (« Grande Yougoslavie ») ;
- un projet de création d'un « troisième pôle », sud-slave, au sein de l'Autriche-Hongrie (proposé par l'archiduc héritier François-Ferdinand de Habsbourg dans une perspective « austro-slave » trialiste)[1] ;
- un État d'Europe du Sud-Est qui exista sous différents noms et formes entre 1918 et 2006 (jusqu'en 1992, il regroupa sept pays actuels : Slovénie, Croatie, Bosnie-Herzégovine, Monténégro, Serbie, Macédoine du Nord et Kosovo[2]).

## État
L'État appelé « Yougoslavie » correspond à trois entités politiques successives au cours du XXe siècle :

Drapeau du royaume de Yougoslavie.

Armoiries du royaume de Yougoslavie.

Drapeau de la république fédérative socialiste de Yougoslavie (1945-1991).

Armoiries de la république fédérative socialiste de Yougoslavie.

Drapeau de la république fédérale de Yougoslavie (1992-2006).

### Royaume de Yougoslavie (1918-1941)
La « première Yougoslavie » est une monarchie fondée le 1er décembre 1918 sous le nom de « royaume des Serbes, Croates et Slovènes », avant d’être renommée « royaume de Yougoslavie » le 6 janvier 1929. Son premier souverain est Pierre Ier de Serbie. Cet État subsiste jusqu’à son invasion par les troupes de l’Axe le 6 avril 1941. La capitulation a lieu onze jours plus tard, le 17 avril 1941. 

### République fédérative socialiste de Yougoslavie (1945-1992)
- La « deuxième Yougoslavie » est une république fédérale à parti unique communiste, fondée le 29 novembre 1945, seul État de ce type situé à l’ouest du rideau de fer et officiellement non-aligné. Après l’abolition officielle de la monarchie, elle prend d’abord le nom de « république fédérative populaire de Yougoslavie », peu avant l’adoption d’une nouvelle Constitution le 31 janvier 1946, puis adopte son nom définitif de « république fédérative socialiste de Yougoslavie » le 7 avril 1963. Celle-ci survit jusqu'au 15 janvier 1992, lorsque quatre de ses républiques fédérées font sécession : la Slovénie, la Croatie, la Bosnie-Herzégovine et la Macédoine du Nord.

### République fédérale de Yougoslavie (1992-2003)
- La « troisième Yougoslavie » est un État fédéral formé en 1992 sur le territoire de la Serbie (incluant les territoires de Voïvodine et du Kosovo) et du Monténégro[3]. L’histoire de cette nouvelle entité, appelée « république fédérale de Yougoslavie » (RFY), est marquée par une série de guerres civiles qui opposent le pouvoir central aux différentes entités ex-yougoslaves ayant proclamé leur indépendance. Le 4 février 2003, le nom « Yougoslavie » est abandonné et le pays est rebaptisé « communauté d'États Serbie-et-Monténégro ». Il cesse d'exister à son tour le 3 juin 2006, à la suite de l’indépendance du Monténégro vis-à-vis de la Serbie, obtenue à la suite d’un référendum avec 55,4 % des voix.

## Histoire de la Yougoslavie

### Origine
Le panslavisme a servi de base idéologique à la formation de la Yougoslavie.

#### Provinces illyriennes et romantisme nationaliste
À la suite de la Révolution française de 1789 et aux guerres napoléoniennes, de nouvelles idées politiques et une notion nouvelle de nationalisme et de démocratie libérale se répandent en Europe. En 1806, les armées napoléoniennes conquièrent la partie nord de la Dalmatie ainsi que l’Istrie, alors sous la domination de la république de Venise. Puis, en 1809, elles conquièrent le sud de la Dalmatie jusqu'à Dubrovnik, la côte monténégrine, la Krajina croate (Croatie militaire) et la Croatie civile, ainsi qu’une grande partie de la Slovénie. En 1810, le maréchal Auguste de Marmont crée les Provinces illyriennes, y impose le Code Napoléon et conduit des travaux de construction de route et de déforestation. Le régime français impose aussi l’enseignement d’un même dialecte, le chtokavien (štokavski) dans les écoles et encourage son utilisation par les journaux. En 1812, Šime Starčević publie une grammaire illyrienne à Trieste.
Les défaites de l’armée napoléonienne en Russie en 1812 puis celle de la bataille de Waterloo mettent fin à la courte domination française. Après 1814 et le congrès de Vienne, la diffusion de ces idées est combattue en France, en Russie, en Prusse et dans l’empire des Habsbourg mais, malgré la politique répressive des monarchies, les idées se répandent, et en réaction naît le mouvement des Romantiques et le nationalisme romantique.

#### Indépendance de la Serbie

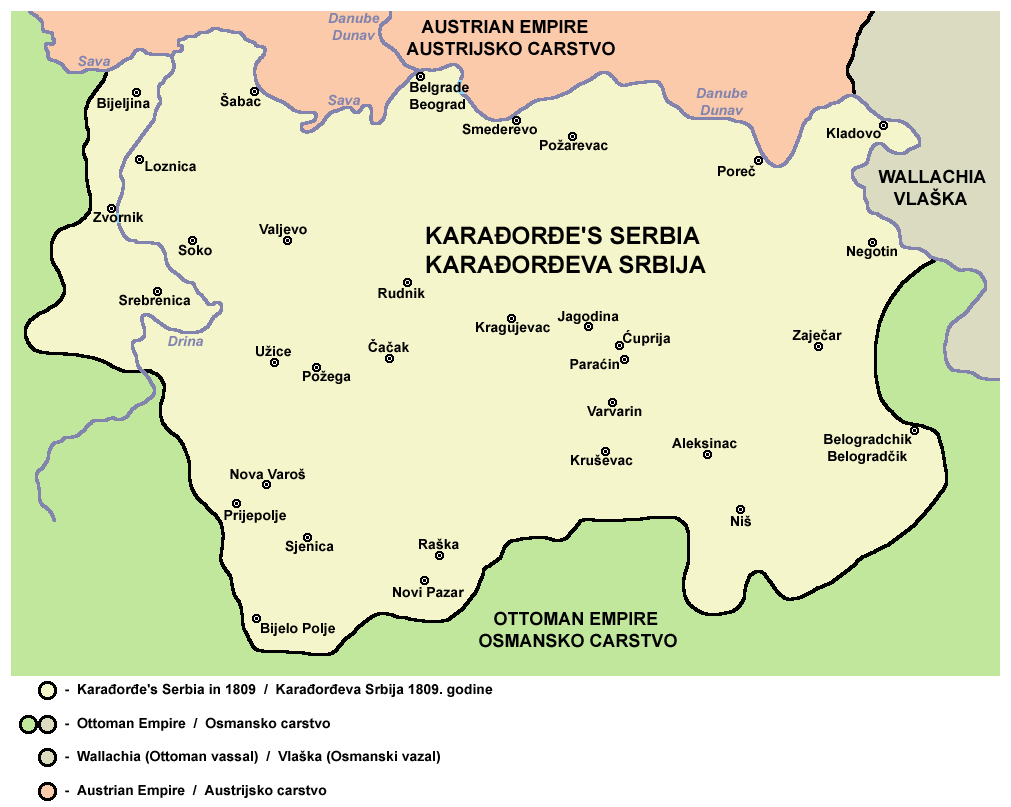
La Serbie en 1809

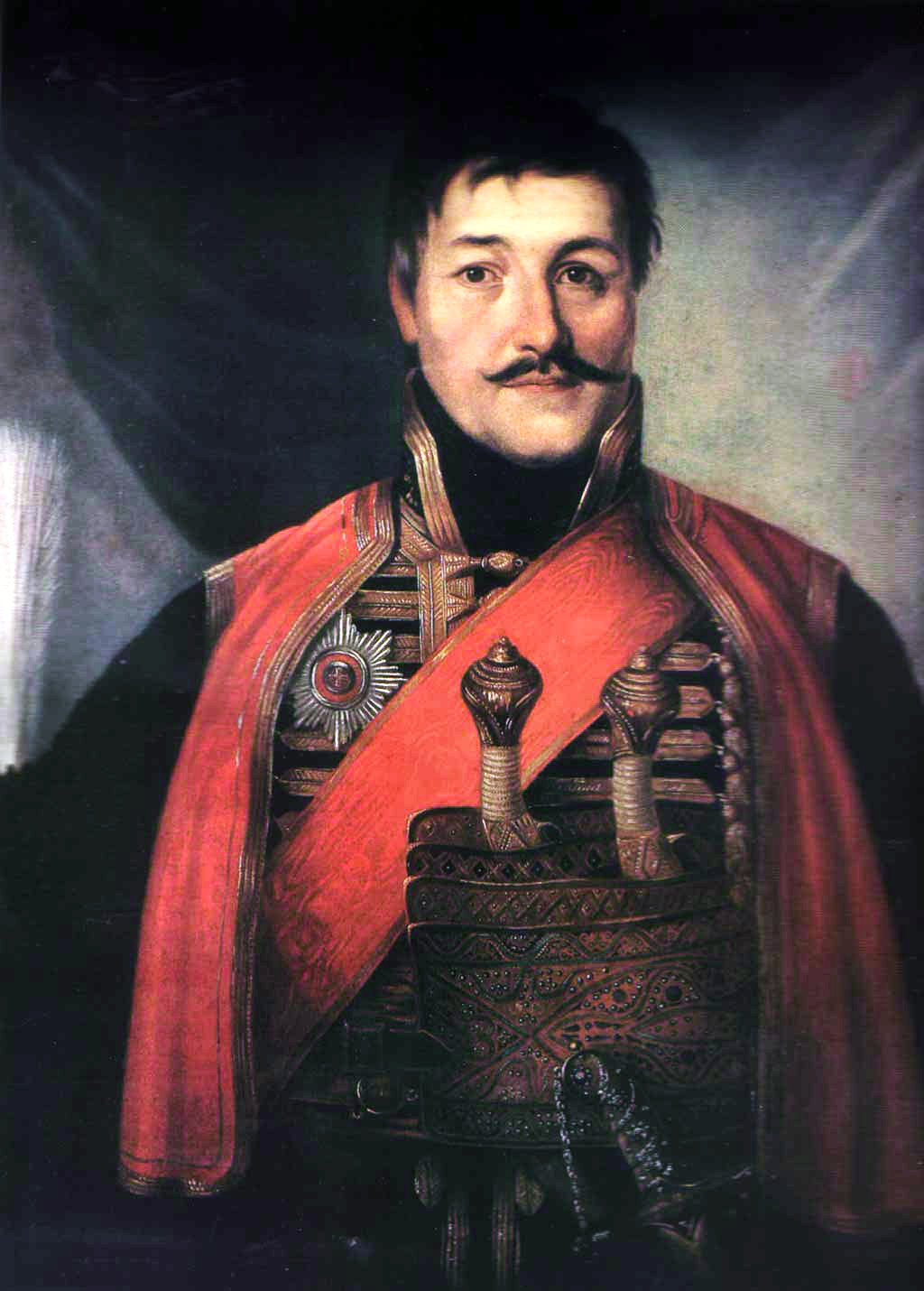
Georges Petrović, dit Karageorges (« Georges le Noir »), héros de la Première révolte serbe contre les Turcs.

Depuis 1739 et le retour du contrôle ottoman sur la région de Belgrade, les autorités ottomanes et le sultan Selim III encouragent l'autonomie locale des Serbes et financent des milices afin d'assurer un certain ordre. Cependant, à la suite de l'alliance des Serbes avec les Habsbourg pendant la guerre de 1788-1791 (ou guerre de Koča), et face à la crainte du Sultan d'une alliance chrétienne menée par la France de Napoléon contre l'Empire ottoman, Selim confisque les armes des milices serbes et les janissaires reprennent le contrôle des provinces serbes en 1801. En 1802, le premier soulèvement serbe commence par une révolte locale contre les janissaires menée par Đorđe Petrović dit Karađorđe, Đorđe le noir, mais en 1804, alors que Selim fait assassiner un grand nombre de dirigeants locaux, la répression ottomane transforme ce qui n'était qu'une révolte locale en un mouvement national populaire ayant pour but de se séparer de la domination de l'empire. En 1806 les troupes de Karađorđe, soutenues matériellement par la Russie du tsar Alexandre, prennent Belgrade. L'attaque de la Russie et de l'Angleterre contre l'Empire ottoman allié de Napoléon pousse Selim à proposer l'autonomie aux Serbes. Toutefois Karađorđe refuse et signe une alliance avec la Russie en 1807. Cependant en 1807, avec le traité de Tilsit, puis, en 1812 avec le traité de Bucarest, la Russie cesse ses attaques contre l'Empire ottoman laissant celui-ci libre de mater la rébellion serbe. En 1813, Karađorđe fuit en Autriche et les Ottomans reprennent le contrôle des territoires serbes.
Le second soulèvement serbe débute en 1815 et est mené par Miloš Obrenović, qui a obtenu des Ottomans le titre de knez, ou prince, alors que Karađorđe était toujours en exil. Obrenović négocie et obtient du sultan Mahmoud II une certaine autonomie pour les provinces serbes dès 1816. Les Serbes sont autorisés à conserver leurs milices et à se réunir en assemblées de notables (Skupština) pour des gouvernements locaux mais les garnisons ottomanes restent présentes et une partie des taxes est toujours payée à l'empire. Lorsqu'une nouvelle guerre éclate entre la Russie et l'Empire ottoman en 1828 Miloš Obrenović est bien placé pour négocier une plus large autonomie pour la Serbie face à la crainte de l'Empire ottoman d'une nouvelle alliance serbo-russe et, en 1829, le traité d'Edirne (ou traité d'Andrinople) donne à la région de Belgrade le titre de principauté autonome au sein de l'Empire ottoman gouvernée par Obrenović en tant que prince héréditaire. En 1842 Obrenović est contraint d'abdiquer face à la montée en puissance de ses opposants religieux, marchands et diplomates qui placent l'héritier de Karađorđe, Alexandre Karađorđević sur le trône. L'influence d'Alexandre est limitée face à un de ses ministres, Ilija Garašanin surnommé à l'époque par la presse européenne le « Bismarck serbe ». Il est favorable à l'établissement d'un état sud-slave (Yougoslavie) rassemblant la Bosnie-Herzégovine, le Monténégro, la Macédoine, le Kosovo et le nord de l'Albanie et centré sur Belgrade comme décrit dans le Načertanije rédigé en 1844. Aleksandar Karađorđević règne jusqu'en 1858 lorsque Miloš Obrenović, de retour d'exil, reprend le pouvoir. Obrenović déclare en 1860 la préséance de la souveraineté Serbe sur l'Empire ottoman mais meurt l'année suivante donnant le trône à son fils Mihajlo Obrenović. Mihajlo Obrenović modernise l'armée, obtient en 1867 le retrait de toutes les garnisons ottomanes de Serbie et s'allie avec la Roumanie, en 1865 et 1868, avec le Monténégro en 1866, avec la Grèce en 1867 et avec les révolutionnaires bulgares en 1866 pour chasser les Ottomans des Balkans mais il est assassiné en juin 1868 ; son neveu Milan Obrenović lui succède. À la suite de la guerre russo-turque de 1877-1878, la Serbie obtient son indépendance en 1878 et Milan Obrenović devient Milan Ier de Serbie.

#### Indépendance du Monténégro
La principauté du Monténégro au XIXe siècle, dominée par l'Empire ottoman, est sous-développée et isolée en comparaison des autres territoires de la future Yougoslavie. Ses 60 000 habitants sont principalement répartis dans des villages de montagne. Depuis le XVIe siècle, plusieurs prêtres de l'Église orthodoxe montenegrine, désignés par le patriarche, règnaient sous le titre de princes-évêques. Basés à Cetinje et soutenus par les Russes, ils avaient tenté de mettre en place un certain centralisme. Installé en 1851, Danilo, renonce à la prêtrise et devient un prince séculier. Il promulgue un code législatif, unifie l'armée et agrandit la principauté mais c'est son successeur le prince Nikola qui double la taille des territoires sous son contrôle et gagne un accès à l'Adriatique. Grâce à l'appui de la Russie, et à la suite de la guerre russo-turque de 1877-1878, le Monténégro obtient son indépendance au traité de Berlin. L'État investit fortement dans l'éducation et envoie des étudiants à Moscou mais aussi à Zagreb (Agram) et bien sûr à Belgrade, établissant ainsi des connexions intellectuelles avec les autres États slaves.

#### Mouvement des Illyriens

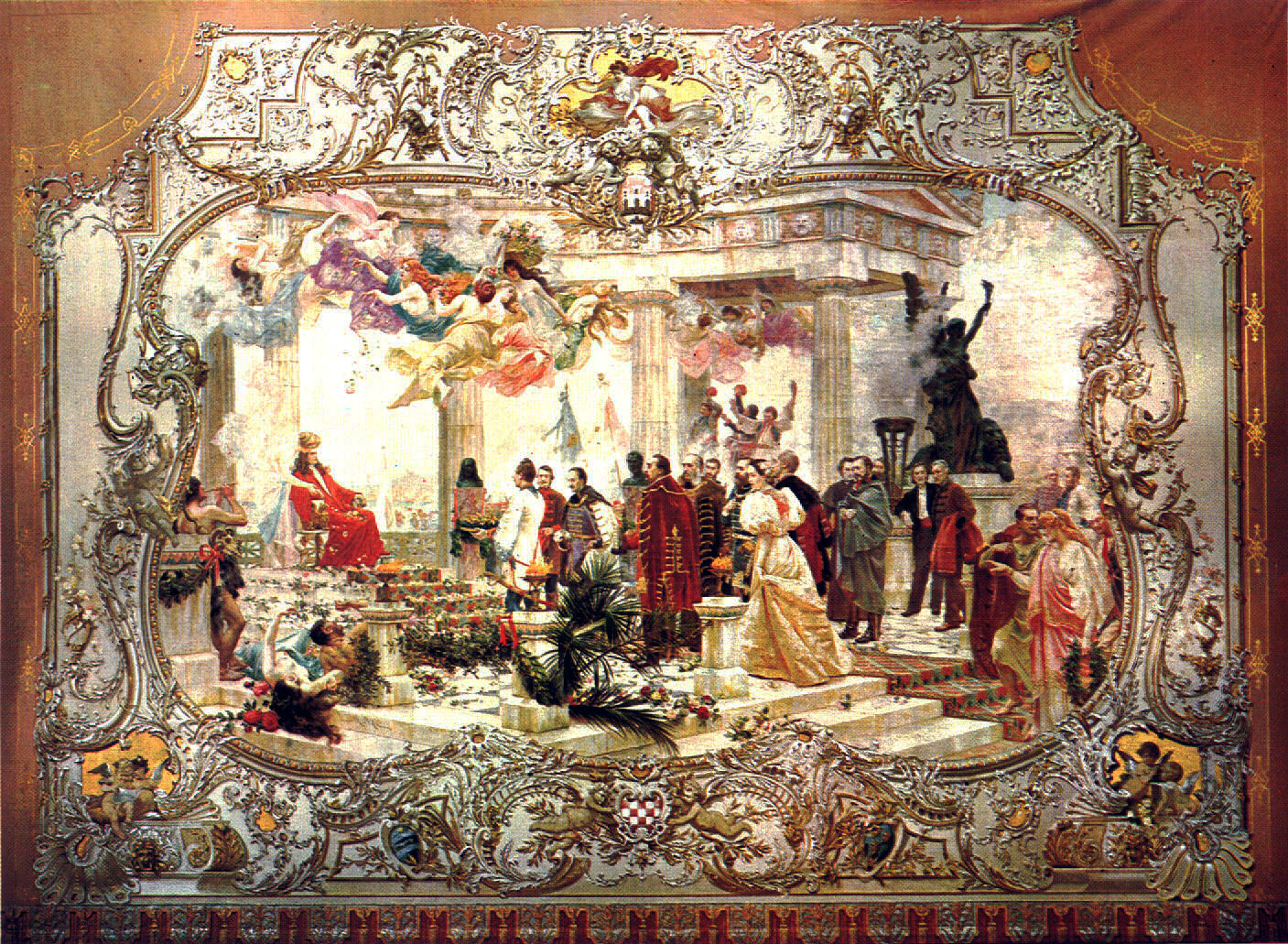
Représentation de renouveau croate (Hrvatski preporod) sur un rideau du théâtre national croate

Dans les années 1830, un groupe d'aristocrates et d'intellectuels croates, basé à Zagreb et à Karlovac, se rassemble autour de Ljudevit Gaj dans l’idée d’unir les sous-groupes sud slaves des Slovènes aux Bulgares. Ljudevit Gaj, influencé par le philosophe allemand Johann Gottfried Herder, considère que la langue est le principal élément fédérateur d’une nation devant les précédents historiques. Gaj consolide les différents dialectes de Croatie en se basant sur le Chtokavien (štokavski) et le mouvement publie en 1835 un dictionnaire qui est une première définition de la langue croato-serbe. À la même époque en Serbie, Vuk Stefanović Karadžić simplifie l’orthographe de la langue serbe et publie un dictionnaire et une grammaire serbes également basés sur le dialecte chtokavien (štokavski). En Slovénie c’est Jernej Kopitar qui codifie à la même époque le slovène.
Le mouvement des Illyriens (Ilirski Pokret) gagne en influence face à la menace de l’Empire hongrois qui se manifeste en 1827 par la volonté d’imposer la langue hongroise à la place du latin au parlement ainsi qu’en 1832 à 1836 par une loi d’inspiration libérale réduisant les droits de la noblesse sur les paysans. Le mouvement obtient ainsi en 1840, la permission royale de faire de l’illyrien la langue d’instruction dans les écoles élémentaires des territoires de Dalmatie, Slavonie et dans la Croatie civile. En 1850, à l'initiative du Slovène Franc Miklošič, l'accord de Vienne est signé entre deux écrivains serbes, Vuk Karadžić et Đuro Daničić, cinq hommes de lettres croates, Ivan Mažuranić, Dimitrija Demeter, Stjepan Pejaković, Ivan Kukuljević et Vinko Pacel et le Slovène Miklošič concernant l'unification de la langue « croate ou serbe » ou serbo-croate dans le but de faciliter les interactions avec la bureaucratie autrichienne.
Dans les années 1840, le mouvement des Illyriens se transforme en mouvement politique sous le nom de Parti national ou parti du peuple (Narodna Stranka), rassemblant des Serbes urbains et des Croates. Le parti gagne des sièges aux élections locales de 1841-1842 notamment à Zagreb. Gaj, qui n'était pas noble est contraint de céder la direction du parti à la noblesse croate et particulièrement au comte Janko Drašković (hr) qui se concentre sur l'objectif d'un royaume triunitaire de Croatie-Slavonie-Dalmatie aux dépens d'une alliance avec la Serbie. L'appui des troupes du nouveau Ban de Croatie-Slavonie désigné par Vienne, Josip Jelačić, aux Habsbourgs et aux Serbes de Voïvodine contre les Hongrois lors de la révolution hongroise de 1848 n'empêche pas les Autrichiens d'interdire le Sabor de 1849 à 1860 et de contrôler maintenant directement la Dalmatie et la Voïvodine.
Dans les années 1860, l'évêque croate Josip Juraj Strossmayer utilise pour la première fois le terme « yougoslave ». Lorsque le Sabor est de nouveau autorisé en 1861, Strossmayer prend la direction du Parti national bien que celui-ci se divise en 1863. Il cofonde, avec Franjo Rački en 1866, l'Académie yougoslave des arts et des sciences de Zagreb. Strossmayer cherche l'union des Serbes et des Croates sur le plan linguistique, selon les idées de Gaj, mais aussi sur le plan religieux en s'opposant par exemple à la déclaration d'infaillibilité pontificale en 1870 et en suggérant aux Serbes de reconnaître loyauté à l'Église catholique romaine. Toujours en 1866, il entre en contact avec le ministre serbe des affaires étrangères Ilija Garašanin pour former un système d'alliance. Strossmayer et Garašanin s'accordent sur un objectif de confédération sud-slave bi-polarisée sur Zagreb et Belgrade ; cédant la domination de la Bosnie-Herzégovine à la Serbie en échange de l'union de la frontière militaire, de la Slavonie et de la Voïvodine avec la Croatie civile. Strossmayer quitte la politique en 1868 à la suite de l'accord hungaro-croate, Nagodba, limitant l'autonomie de la Croatie civile.
Dans les années 1860, un autre courant politique est incarné en Croatie par Ante Starčević et Eugen Kvaternik (hr) qui fondent, en 1861, le Parti du Droit pour combattre le centralisme du régime autrichien mais le parti n'a que peu d'influence face au Parti national réunifié en 1873. Starčević, né d'un père croate et d'une mère serbe, considère les Serbes de Bosnie et des confins militaires comme des Croates orthodoxes, les Bosniaques comme des Croates musulmans et les Slovènes comme des « Croates des montagnes », est opposé à une union avec la Serbie à laquelle il préfère la création d'une Grande Croatie par l'union de la Croatie civile avec la Dalmatie, l'Istrie, la Slavonie et la Bosnie-Herzégovine.
Lors des élections en Dalmatie à partir de 1861, le Parti national utilise le terme « yougoslave » et évite de mentionner l'ethnonyme « Croate » afin de ménager à la fois les Italiens et les Serbes. Aussi, en 1870 à l'initiative des Slovènes, courtisés par Strossmayer, se réunit à Ljubljana une centaine de Croates, Serbes et Slovènes afin de décider d'une politique commune. Les Slovènes poussent le Parti national croate à inclure un nombre significatif de Serbes.

#### Bosnie-Herzégovine sous contrôle austro-hongrois
Les réformes militaires entreprises par l'Empire ottoman en Bosnie-Herzégovine menaçaient directement la puissance de l'élite bosniaque. Les forces bosniaques organisent entre 1815 et 1833 des expéditions contre les forces militaires ottomanes et résistent après 1839 à de nouvelles réformes visant à réduire leur pouvoir local. De 1848 à 1862 de nouvelles réformes fiscales provoquent plusieurs soulèvements locaux des Serbes de Bosnie contre l'imposition des propriétaires terriens. En 1875, Croates et Serbes de Bosnie, soutenus par le Monténégro et par la Serbie, se soulèvent contre les Ottomans et les Bosniaques, poussant l'Autriche-Hongrie à inclure l'annexion de la Bosnie-Herzégovine dans le traité de Berlin de 1878. Il fallut 3 mois de combats aux forces austro-hongroises composées de Croates et de Serbes de la frontière militaire pour soumettre les unités paramilitaires bosniaques à l'autorité austro-hongroise. En 1882, le hongrois Béni Kállay est nommé administrateur de Bosnie-Herzégovine. Il modernise les infrastructures urbaines, les transports et crée plusieurs entreprises publiques. Sa volonté de créer une identité Bosniaque n'obtient que peu de soutien et les Serbes principalement se sentent lésés par rapport aux Bosniaques mais surtout par rapport aux Croates.

#### La question macédonienne

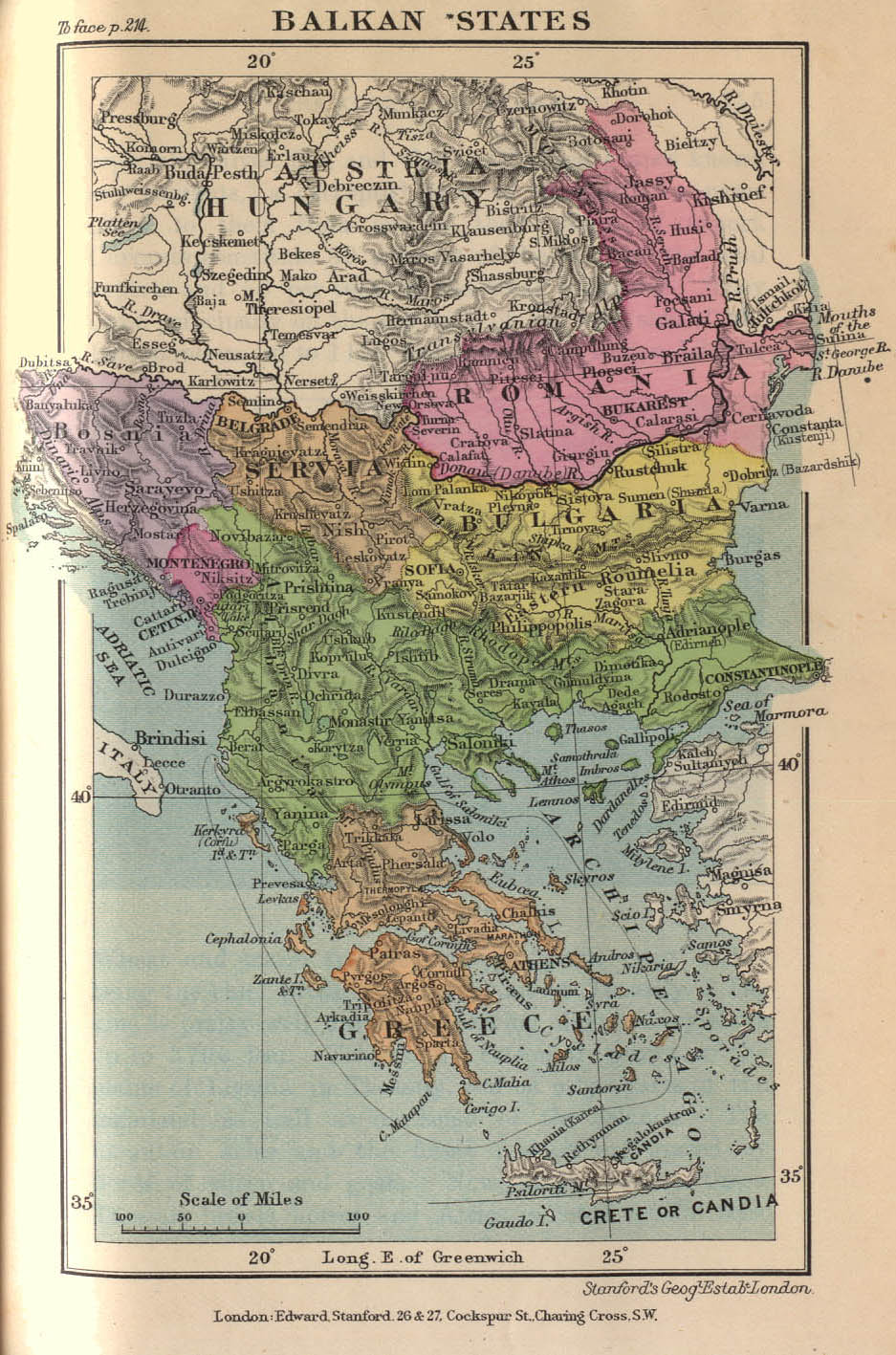
Le sud des Balkans en 1899

Après le traité de Berlin de 1878 les contentieux dans les Balkans se sont portés principalement sur la Macédoine, région contrôlée par l'Empire ottoman et peuplée de communautés d'Albanais, de Bulgares, de Grecs, de Serbes et de Turcs. La Macédoine était revendiquée par la Bulgarie en tant que territoire de l'État médiéval de Bulgarie, terre de naissance du patriarcat d'Ohrid et du cyrillique bulgare. Les Serbes revendiquaient la Macédoine comme terre appartenant à l'Empire de Stefan Dušan et conquise par les Ottomans. Les Grecs, quant à eux, revendiquaient la Macédoine, selon la Grande Idée (en grec moderne : Μεγάλη Ιδέα (Megáli Idéa)) en tant que terre historique grecque d'Alexandre le Grand et terre d'habitat de nombreux Grecs.
En 1893, un groupe de Slaves macédoniens crée, à Resen, l'Organisation révolutionnaire intérieure macédonienne (Vnatrešna Makedonska Revolucionerna Organizacija, VMRO) ayant pour but la création d'un État macédonien indépendant de la Bulgarie, de la Grèce et de la Serbie et revendiquant une identité macédonienne. L'organisation révolutionnaire est unifiée par Goce Delčev en 1894 et gagne en influence créant une administration, des forces de police, des tribunaux, des journaux et un service de poste. En 1895, la VMRO se divise en deux factions poursuivant des buts différents : l'Organisation révolutionnaire intérieure macédonienne, conservant le but originel d'une Macédoine indépendante, et l'Organisation révolutionnaire extérieure macédonienne, soutenue par la Bulgarie et partisan de l'unification de la Macédoine avec la Bulgarie. En Serbie, la Société de Saint-Sava est créée en 1866 avec pour objectif de développer le nationalisme serbe, notamment en Macédoine,. En Grèce, l'Ethniki Etairia, (Société nationale) fondée en 1894 aide et finance les « Makedonomakhoi » qui prennent les armes pour réclamer le rattachement de la Macédoine au royaume grec. Le 2 août 1903, jour de la Saint-Élie (Ilinden), l'Organisation révolutionnaire intérieure macédonienne déclenche le soulèvement d'Ilinden, parvient à gagner le contrôle de la région de Bitola et déclare une république autour de la ville de Kruševo. Les Ottomans mirent trois mois à reprendre le contrôle, réprimant sévèrement la rébellion.

#### Guerres balkaniques

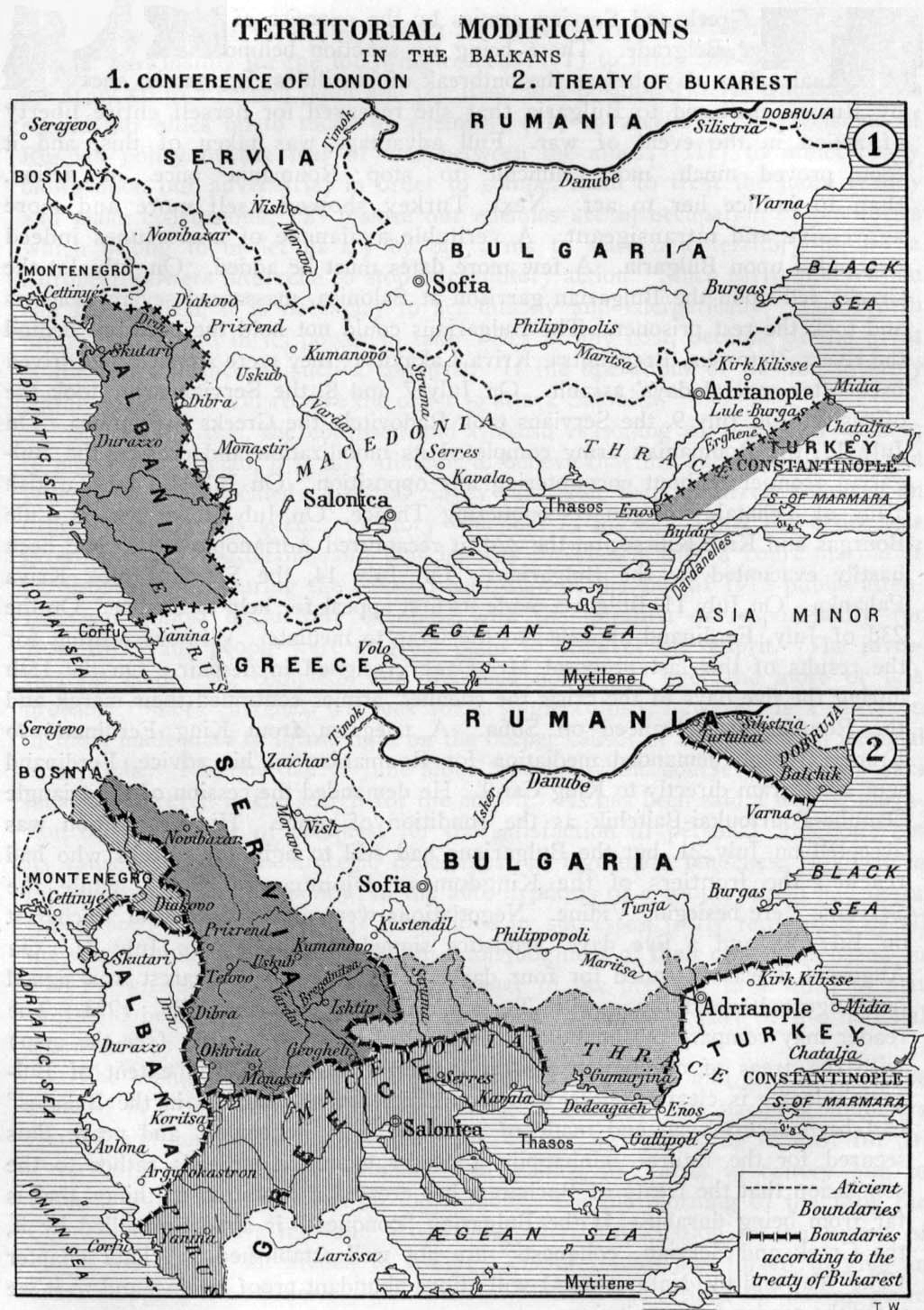
Carte des Balkans après la première et la seconde guerre balkanique

La ligue balkanique se forme en 1912 entre la Bulgarie, la Grèce, la Serbie et le Monténégro avec pour but d'affronter l'Empire ottoman. Le Monténégro déclare la guerre aux Ottomans le 7 octobre 1912 suivi par les autres membres de l'alliance. 350 000 hommes sont mobilisés, l'Empire ottoman est vaincu et le traité de Londres est signé le 30 mai 1913. Il établit la reconnaissance de l'Albanie et un partage des territoires de Macédoine. La Bulgarie, qui conteste ce partage, s'oppose à une coalition entre la Serbie, la Grèce, le Monténégro, la Roumanie et la Turquie. Le traité de Bucarest est signé le 10 août 1913 finalisant le partage des territoires.

### Première Guerre mondiale et création de la Yougoslavie
Un groupe d'intellectuels réunis autour d'Aurel Popovic proposa en 1906 la création des États-Unis de Grande Autriche ; passé inaperçu à l'époque, ce projet inspira finalement les négociations de paix et le démantèlement de l'Autriche-Hongrie en 1918. En 1908, la Bosnie-Herzégovine est annexée par l'Empire austro-hongrois, déclenchant la crise bosniaque. L'annexion est condamnée par la Serbie et les Serbes de Bosnie, mais satisfait les nationalistes croates partisans de l'unification de la Bosnie-Herzégovine avec le royaume de Croatie-Slavonie, auxquels s'ajouterait le royaume de Dalmatie. En 1908, la société de défense nationale (en serbe : Narodna Odbrana) est créée en Serbie afin de promouvoir la révolte anti-Habsbourg. Les victoires de la Serbie lors des guerres balkaniques ainsi que la déception des Serbes lors des réformes agraires de 1910 intensifient les tensions et les prétentions territoriales de la Serbie sur la Bosnie. La Main noire créée en 1911 prend contact en 1912 avec le groupe Jeune Bosnie, duquel est issu Gavrilo Princip qui assassine l'archiduc François-Ferdinand d'Autriche le 28 juin 1914 à Sarajevo (voir attentat de Sarajevo), déclenchant par le jeu des alliances la Première Guerre mondiale.

#### Comité yougoslave
Au début de la Première Guerre mondiale, Nikola Pašić envoie des représentants pour rencontrer Frano Supilo (hr) et Ante Trumbić, des hommes politiques croates de Dalmatie exilés en Italie et favorables à la création d'un État des Slaves du sud. À Florence, le 22 novembre, Frano Supilo (hr) accepte le financement serbe pour la création d'un « Comité yougoslave (sr) » (Jugoslavenski odbor). Le 26 avril 1915, les Alliés signent avec l’Italie le pacte de Londres, qui, en échange de l’entrée en guerre de l’Italie, lui promet une grande part de la Dalmatie et de l’Istrie. En réaction, le Comité yougoslave (sr) est officiellement formé le 30 avril 1915 à Londres avec pour mission de représenter les Slaves du sud de l’Empire des Habsbourg et produit en mai un mémorandum revendiquant les territoires d'Istrie ainsi que la Slovénie, ceci malgré la faible représentation des Slovènes dans le comité.

#### Pacte de Corfou
Entre juin et juillet 1917, le comité yougoslave rencontre le gouvernement serbe à Corfou et le 20 juillet, une déclaration qui établit la fondation d’un État est signée. Le préambule déclare que les Serbes, Croates et Slovènes sont identiques par le sang et la langue. Le nouvel État sera nommé royaume des Serbes, Croates et Slovènes et sera une monarchie constitutionnelle sous la dynastie des Karađorđević. Le traité s'accorde aussi pour que les unités des Slaves du sud déserteurs de l'armée austro-hongroise, prisonniers en Russie et mobilisés pour combattre avec les Alliés combattraient sous le commandement de la Serbie et non au nom de la Yougoslavie.

#### Unification des Slovènes, Croates et Serbes

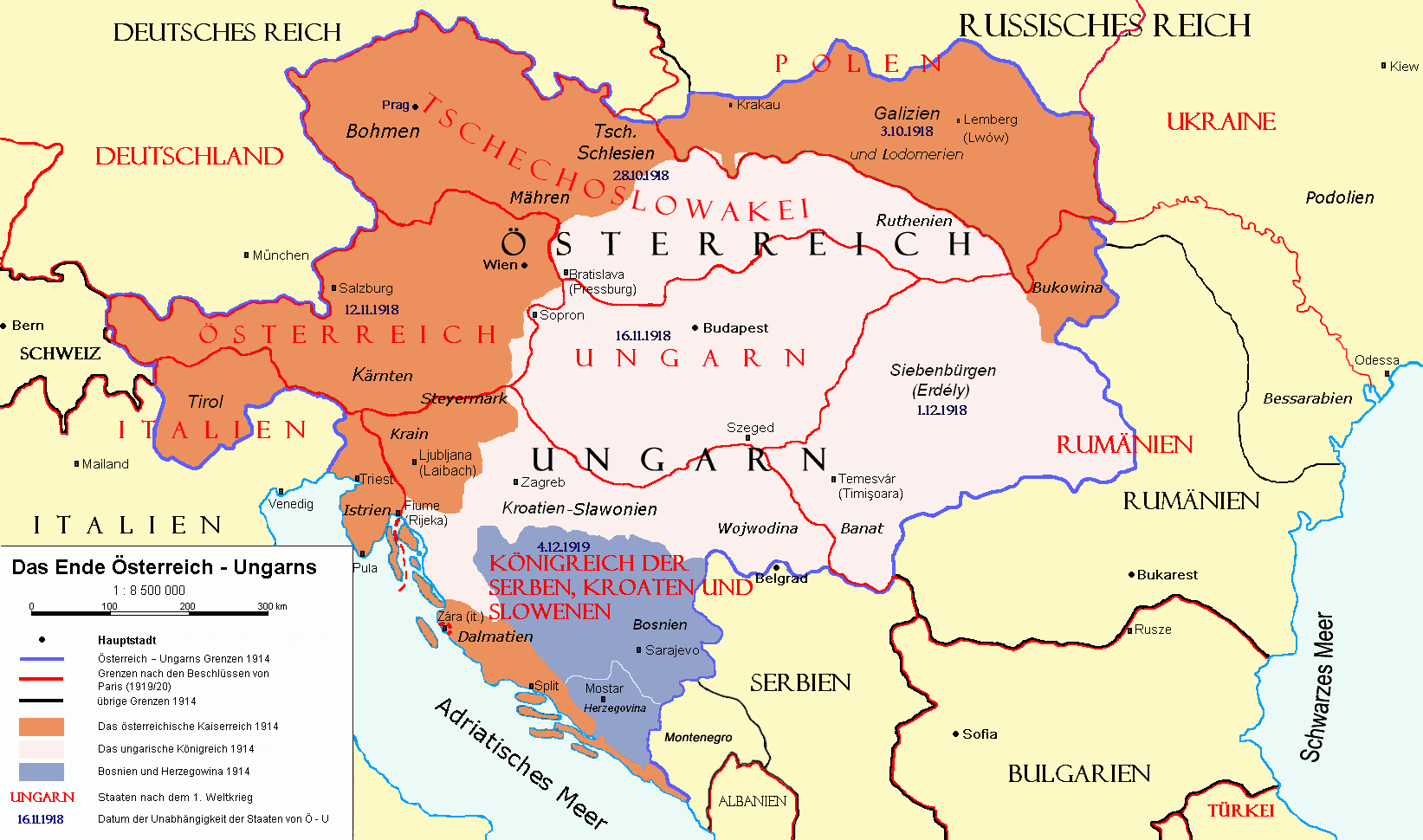
L'Autriche-Hongrie en 1918
Légende :
- en couleurs, l'Empire en 1914 ;
- les traits rouges représentent les frontières de 1920.

Quand l’Empire des Habsbourg s'effondre, un Conseil national des Slovènes, Croates et Serbes a lieu à Zagreb le 6 octobre 1918. Le 29 octobre le Sabor croate déclare son indépendance et la création de l’État des Slovènes, Croates et Serbes. Le Comité yougoslave reçoit pour tâche de représenter le nouvel État à l’étranger.
Immédiatement, des désaccords se manifestent à propos des termes de l’union proposée avec la Serbie. Au projet fédéraliste d'inspiration germanique, défendu surtout par les Slovènes et les Croates, s'oppose le projet jacobin et centralisateur d'inspiration française, défendu surtout par les Serbes. Svetozar Pribićević, un Serbe de Croatie, président de la coalition croato-serbe et vice-président de l’État, souhaite une union immédiate et sans condition. D’autres, en faveur d’une fédération yougoslave, étaient plus hésitants, craignant que la Serbie n'annexe simplement les territoires sud-slaves de l’ex-Autriche-Hongrie.
L’autorité du Conseil national était limitée et les Italiens avançaient pour annexer davantage de territoires que ceux qui leur avaient été concédés par l'accord avec le Comité yougoslave. Les opinions politiques étaient divisées et les ministres serbes avaient dit que si les Croates insistaient sur leur propre république ou une sorte d’indépendance, alors la Serbie ne prendrait que les territoires habités par des Serbes et déjà occupés par l’armée serbe, laissant la Croatie se débrouiller seule face aux Italiens. Après de longs débats, le Conseil national accepte l’union avec la Serbie, sous réserve que l’organisation finale de l’État soit décidée par la future assemblée constituante (déclaration finale).
Le plus farouche opposant à cette décision était le croate Stjepan Radić, président du Parti paysan croate (HSS).
Le royaume des Serbes, Croates et Slovènes est déclaré le 1er décembre 1918 à Belgrade, au balcon du Palais Royal temporaire par le régent Aleksandar (futur roi Alexandre Ier de Yougoslavie) - le roi Pierre Ier est toujours vivant - selon une déclaration rédigée par son conseiller spécial, Miodrag Lazarević.

### Première Yougoslavie
La première Yougoslavie est créée le 1er décembre 1918 sous le nom de royaume des Serbes, Croates et Slovènes. Le pays est constitué par le regroupement de plusieurs territoires :
- le royaume de Serbie (précédemment indépendant), de langue serbo-croate et à majorité chrétienne orthodoxe, mais qui inclut l'actuelle Macédoine du Nord à majorité macédophone, et la Métochie (Kosovo) alors déjà aux deux tiers albanophone et musulmane. La définition des frontières serbes provoqua un conflit avec l'Albanie en 1921, résolu pacifiquement par la Société des Nations.
- le royaume du Monténégro (précédemment indépendant pour l'essentiel, excepté les bouches de Kotor qui relevaient de la couronne d'Autriche), de langue serbo-croate et à majorité orthodoxe.
- la Voïvodine (précédemment hongroise), majoritairement de langue serbo-croate et orthodoxe, mais avec d'importantes minorités allemandes (la plus nombreuse à l'époque), magyares, roumaines et autres.
- le territoire de Bosnie-et-Herzégovine (précédemment austro-hongrois), de langue serbo-croate, et où orthodoxes et musulmans étaient en nombre sensiblement égal avec une forte minorité catholique.
- la Croatie (relevant précédemment de la couronne de Hongrie pour le Zagorje et la Slavonie, et de la couronne d'Autriche pour la Dalmatie et Dubrovnik), de langue serbo-croate et à 2 tiers catholique et un tiers orthodoxe serbe.
- le territoire de Slovénie (relevant précédemment de la couronne d'Autriche), de langue slovène et entièrement catholique.

Avec toute cette diversité, le pays connaît pourtant un régime de monarchie constitutionnelle, même si des tensions subsistent. En 1921, juste après la mort du roi Pierre Ier, le roi Alexandre Ier juge utile de dissoudre le Parti communiste. Mais les tensions s'exacerbent (non sans influences extérieures parfois) et en 1928, le chef du Parti paysan croate, Stjepan Radić, est assassiné en plein Parlement par un collègue monténégrin acquis au nationalisme grand-serbe. Le roi décide alors en 1929 de suspendre la constitution et de rebaptiser le pays « royaume de Yougoslavie ». Il gouverne alors en monarque absolu.

#### Dictature du roi Alexandre
Alexandre Ier s'inspire clairement du jacobinisme français. Il s’emploie à apaiser les tensions nationalistes et à décourager les tendances séparatistes. Cherchant à créer une nouvelle Yougoslavie unitaire, il abolit les régions historiques et redessine les frontières intérieures en banovinas nommées d’après les rivières. De nombreux hommes politiques sont emprisonnés ou assignés à résidence sous surveillance policière, notamment les communistes et autonomistes croates et bulgares de Macédoine. La dictature ne fait qu’amplifier les tensions nationalistes.
Malgré le soutien français, la politique d’Alexandre Ier souffre bientôt de l’opposition des autres puissances européennes alors que le nazisme et le fascisme prennent le pouvoir en Allemagne et en Italie, et que Staline devient le dirigeant de l’URSS. Aucun de ces trois régimes n'est favorable à la politique d’Alexandre Ier. L’Italie et l’Allemagne souhaitent revoir les traités signés à la fin de la Première Guerre mondiale et l’Union soviétique est déterminée à retrouver sa puissance sur le plan international.
Le roi Alexandre Ier est assassiné à Marseille en 1934, par Vlado Černozemski (né Veličko Dimitrov Kerin) membre de l'Organisation révolutionnaire intérieure macédonienne. Son fils de 11 ans, Pierre II lui succède sous la régence du prince Paul.

#### Années 1930 en Yougoslavie
La scène politique internationale à la fin des années 1930 est marquée par l’attitude agressive des régimes totalitaires et la certitude que l’ordre mis en place à la fin de la Première Guerre mondiale perdait de sa stabilité et de sa force. Sous la pression et avec le soutien de l’Italie fasciste et de l’Allemagne nazie, le Croate Vladko Maček et son parti obtiennent la création de la Banovina de Croatie en 1939. L’accord spécifiait que la Croatie, désormais autonome, resterait fédérée à la Yougoslavie, mais aurait une identité politique indépendante dans les relations internationales.
Le prince Paul cède à la pression des puissances fascistes et signe avec elles, le 25 mars 1941 à Vienne (Autriche), le pacte tripartite, espérant ainsi garder la Yougoslavie en dehors de la guerre. Mais cette décision affaiblit la popularité du régent dans une opinion publique serbe largement pro-alliée, la population croate étant plus proche des nazis et des fascistes en raison de leur aide dans la création de la Banovina de Croatie. Des officiers serbes de l’armée, opposés à ce traité, lancent un coup d’État au retour du prince, le 27 mars. Le général Dušan Simović prend le pouvoir, arrête la délégation de Vienne, exile le prince Paul et met fin à la régence, donnant le pouvoir absolu au roi pro-allié Pierre II.
Hitler attaque donc la Yougoslavie le 6 avril 1941, et enchaîne par l’invasion de la Grèce, qui tenait les Italiens en échec depuis 6 mois en Albanie.

### Seconde Guerre mondiale

Occupation et partition de la Yougoslavie par l'Axe (1941-1943).

La Yougoslavie, pays de la Petite Entente et membre du cordon sanitaire, a d'abord été soumise aux pressions franco-anglaises en vue de l’apaisement avec le Reich. Ses dirigeants d'avant-guerre sont favorables à l'axe Rome-Berlin.
Pendant la Seconde Guerre mondiale, la Yougoslavie reste neutre jusqu'en 1941. Cette année-là, désirant venir en aide à l'armée italienne fasciste en difficulté en Grèce résistante, l'Allemagne demande un droit de passage pour ses troupes. Après que le régent Paul a signé une alliance avec l'Allemagne et l'Italie fascistes, le roi, sous l'influence de l'état-major de l'armée, pro-Alliés comme l'opinion publique, met fin à la régence. À cette date, l'URSS est encore liée par le pacte de non-agression germano-soviétique, la France est défaite et seul le Royaume-Uni continue à combattre le Reich d'Hitler. Cette décision entraîne l'invasion du pays par les armées du Reich.
Le roi s'exile, l'armée capitule et le pays est aussitôt démantelé. Au nord, la Slovénie est partagée entre l'Allemagne, l'Italie et la Hongrie. Au centre, Ante Pavelić crée l'État indépendant de Croatie (NDH, qui inclut la Bosnie-Herzégovine), un État Oustachi, bien vu de certains catholiques et allié à l'Allemagne nazie, tandis que la Serbie est occupée et placée sous administration militaire allemande avec, à la tête d'un État croupion, un gouvernement fantoche, le Gouvernement de salut national du général Milan Nedić. Mais c'est une Serbie diminuée de la Voïvodine (partagée entre la Hongrie et l'Allemagne) et de la Macédoine (partagée entre la Bulgarie et l'Albanie italienne). Le Kosovo aussi est annexé à l'Albanie italienne, tandis que l'Italie annexe une grande partie de la côte croate et qu'un État « indépendant » sous occupation italienne est créé au Monténégro.
La résistance légitimiste des Tchétniks (envers les Oustachis d'abord, puis contre l'occupation allemande) s'organise autour des Partisans communistes — en grande majorité des Serbes de Croatie et de Bosnie-Herzégovine qui fuient devant les massacres des Oustachis, mais aussi des Croates et des Musulmans — sous la direction du Croate Josip Broz dit Tito. Autre résistant, Draža Mihailović, surnommé le « général des Balkans », anime une résistance royaliste serbe.
Après la Pologne et l'URSS, la Yougoslavie perdra le plus grand pourcentage de sa population dans le second conflit mondial.
Au début de la guerre, les Alliés misent sur Mihailović, fidèle au gouvernement exilé à Londres, mais après Téhéran, c'est Tito qui bénéficie de la plupart des parachutages. En 1944, l'intervention de l'Armée rouge permet aux Partisans de prendre Belgrade : Tito remporte ensuite la victoire dans le reste du pays.

### Yougoslavie de Tito

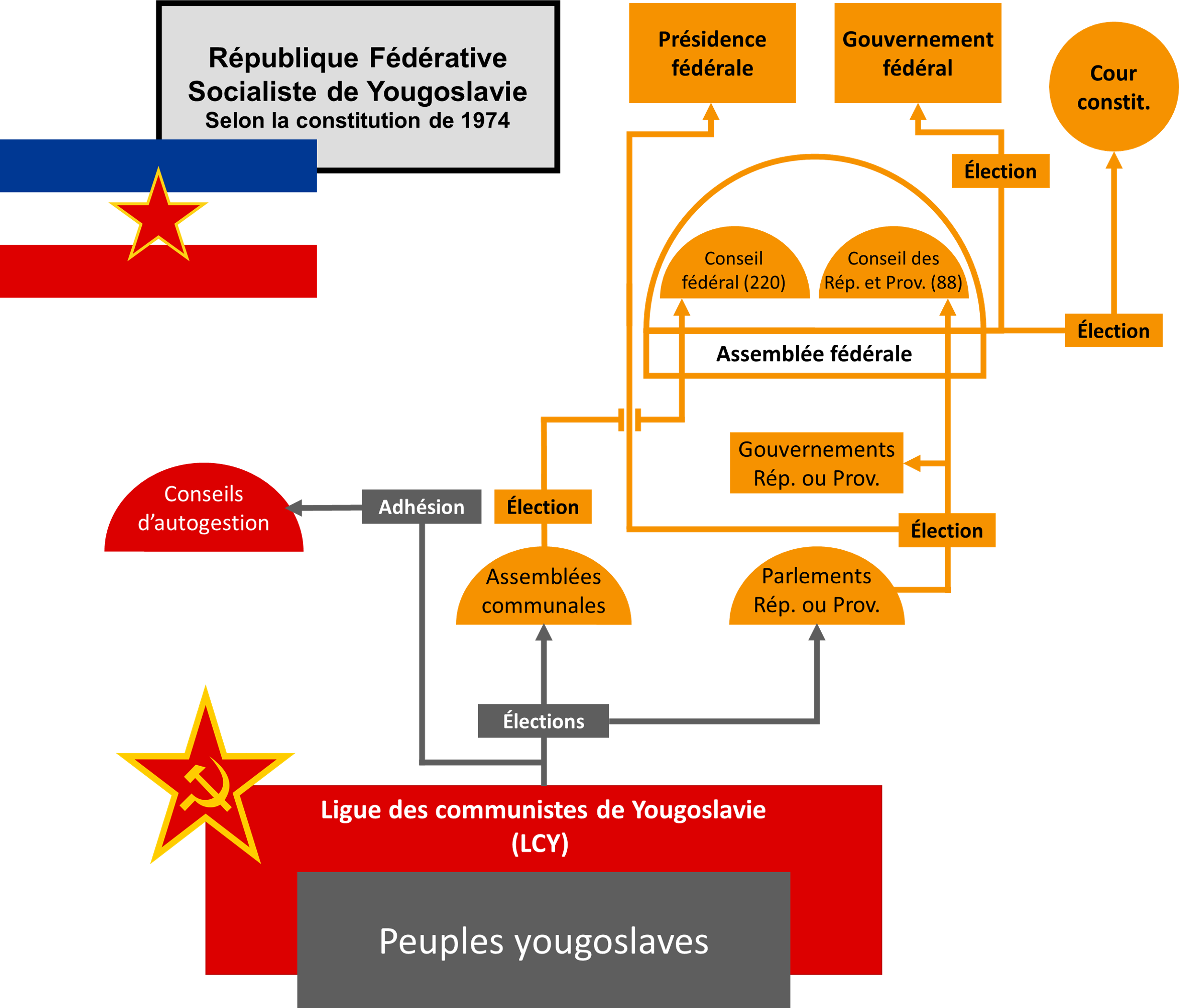
Schéma simplifié du système politique de la Yougoslavie selon la Constitution de 1974.

Le 29 novembre 1943 à Jajce, alors que le pays est toujours occupé, le Conseil antifasciste de libération nationale de Yougoslavie (AVNOJ), organe de direction des Partisans, se proclame gouvernement de la Fédération démocratique de Yougoslavie, avec Tito à sa tête. Les Alliés continuent entre-temps de reconnaître le gouvernement royal et le roi Pierre II. En février 1945, au moment de la libération du pays, Tito accepte sur l'insistance des Alliés de reconnaître l'existence d'un conseil de régence, mais sans autoriser le retour du roi. En novembre 1945, les communistes organisent un plébiscite qui décide de l'abolition de la monarchie et de la proclamation de la République.
Pendant la période entre 1945 et 1950, la fédération devenue la république fédérative populaire de Yougoslavie, se caractérise par la mise en place d'un État communiste et le développement de la répression contre les non-communistes (Églises, mouvements nationalistes tant croates que serbes).
Après une brève période d'alignement sur le modèle communiste soviétique, la Yougoslavie, à la différence des autres pays communistes d'Europe centrale et orientale, choisit une voie indépendante de l'URSS appelée Titisme. Cela fut possible parce que Tito s'est libéré seul de l'occupation nazie, sans l'aide directe de l'Armée rouge, et parce qu'à Téhéran et Yalta, les parts d'influence occidentale et soviétique avaient été fixées à égalité (contre 90 % d'influence soviétique dans les autres pays de l'est européen, et 90 % d'influence occidentale en Grèce).
Fort de cet équilibre géopolitique, Tito rompt définitivement avec Staline en 1948, et ne fait pas adhérer la Yougoslavie au pacte de Varsovie créé en 1955. Sur le plan économique, il met progressivement en place un système socio-économique, l'autogestion, où les entreprises sont gérées par ceux qui y travaillent, et non de manière centralisée par l'État, comme dans le communisme orthodoxe. Le Titisme séduit alors un certain nombre de jeunes des pays occidentaux, qui notamment participent bénévolement l'été aux brigades de travail en Yougoslavie, mais se heurte à une violente dénonciation des partis communistes dans ces mêmes pays occidentaux, où les staliniens, après le « schisme yougoslave » de 1948, iront jusqu'à qualifier les titistes de « vermines hitléro-trotskistes ».

Carte de la république fédérative socialiste de Yougoslavie

La république fédérative socialiste de Yougoslavie (qui fut proclamée en 1963) était un État fédéral composé de six républiques :
- Bosnie-Herzégovine (capitale Sarajevo) ;
- Croatie (capitale Zagreb) ;
- Macédoine (capitale Skopje) ;
- Monténégro (capitale Titograd, redevenue aujourd'hui Podgorica) ;
- Serbie (capitale Belgrade) ;
- Slovénie (capitale Ljubljana).

La république de Serbie comprenait en outre, depuis la réforme constitutionnelle de 1974, deux régions autonomes, le Kosovo et la Voïvodine.
Tito disait que « La Yougoslavie a six républiques, cinq nations, quatre langues, trois religions, deux alphabets et un seul parti ».
Initialement, il y avait en effet dans ces six républiques cinq nationalités reconnues (Narodi) : les Slovènes de langue slovène et de religion catholique, les Croates de langue serbo-croate et de religion catholique, les Serbes et les Monténégrins de langue serbo-croate et de religion orthodoxe ou musulmane, et les Macédoniens de langue macédonienne et de religion orthodoxe. À ces Narodi s'ajoutaient les minorités reconnues (narodnosti) comme les Albanais du Kosovo ou de Macédoine, les Hongrois, les Bulgares ou les Slovaques de Voïvodine, etc. (les germanophones ayant fui ou ayant été expulsés).
En 1971, la langue des Macédoniens est définie comme « macédonienne » et une nouvelle nationalité est officiellement reconnue en Bosnie-Herzégovine, distincte des Serbes et aussi des « musulmans » en général (fidèles de l'islam) : c'est le Narodi « Musulmans (nationalité) » (avec M majuscule), qui dès lors bénéficie en Bosnie d'une représentation particulière, grâce à un système de quotas.

### Démembrement de la Yougoslavie

#### Résurgences nationalistes

Principales nationalités en Yougoslavie en 2008

Après la mort de Tito en 1980, les tensions se font jour, avec la montée du nationalisme dans les différentes républiques fédérées, longtemps contenu et canalisé par le pouvoir central.
Après l'arrivée au pouvoir, dans la République de Serbie, de Slobodan Milošević, la menace se fait plus précise. En avril 1987, alors numéro deux du régime yougoslave, il est envoyé en mission au Kosovo, pour canaliser les nationalistes serbes qui considèrent être victimes de discriminations et de violences de la part de la majorité albanaise. Lors de sa visite, les policiers locaux, albanais, répriment une foule de nationalistes serbes qui leur ont lancé des pierres. Milošević, considérant probablement que la foule était innocente, sera filmé en train de déclarer aux Serbes : « On ne vous frappera plus jamais ! ». Il devint alors un héros des nationalistes serbes. Après avoir éliminé le n°1 de la Ligue des communistes de Serbie, Ivan Stombolić, Milošević est élu président de la Serbie en mai 1989.
En juin 1989, pour le 600e anniversaire de la bataille de Kosovo Polje (marquant la défaite du royaume de Serbie contre l'Empire ottoman), Slobodan Milošević prononce un discours perçu comme nationaliste et belliqueux par la majorité albanaise du Kosovo, car annonçant notamment un programme de reconquête du Kosovo et faisant fortement allusion à l'idée nationaliste de grande Serbie. Il est alors largement soutenu par la minorité serbe du Kosovo.
Ses détracteurs y voient l'arrêt de mort de la Yougoslavie à terme. Ses défenseurs, quant à eux, estiment que le discours illustre son souhait de continuer l'héritage titiste de cohabitation des peuples balkaniques en Serbie et en Yougoslavie : « Des rapports d'égalité et de concorde entre les peuples yougoslaves représentent une condition indispensable pour la survie de la Yougoslavie, pour une issue victorieuse à la crise et surtout pour la prospérité économique et sociale du pays. ».
L'économie yougoslave est mal en point depuis le début des années 1980, une situation accentuée par la sortie du modèle communiste. D'une part, le FMI prescrit des réformes draconiennes et d'autre part, les républiques aisées du nord (Croatie et Slovénie) se sentent dépossédées de leurs richesses, partagées avec les régions pauvres du sud de la Yougoslavie.
Malgré les quelques succès économiques du premier ministre Ante Marković permettant à la Yougoslavie de se rapprocher de l'économie de marché, le pouvoir central est préoccupé par cette crise et la remise en cause de l'unité du pays. Une des solutions envisagées par le gouvernement de Slobodan Milošević est la concentration des pouvoirs en Serbie, en supprimant l'autonomie des provinces comme la Voïvodine et le Kosovo. Le Kosovo est peuplé à 90 % d'Albanais qui souhaitaient le statut de république et non plus de province pour leur région. L'autonomie implique notamment un droit de veto, ce qui, pour le pouvoir à Belgrade, nuirait à l'imposition de réformes économiques.
Ce refus de créer une république au Kosovo fait aussi écho à une peur des Serbes de voir les Albanais du Kosovo se débarrasser des Serbes du Kosovo, de plus en plus minoritaires. C'est ce qu'a voulu montrer le « Memorandum de l'Académie serbe des sciences et des arts » en 1985 (destiné à faire le point sur la situation de la république) en dénonçant un risque de « purification ethnique » de la part des Albanais. Cette crainte a été interprétée comme l'idéologie nationaliste de Slobodan Milošević. En effet, ce dernier développe l'idée qu'il faut protéger les Serbes, dans une Yougoslavie et une Serbie de plus en plus rongées par le nationalisme. La Ligue des communistes de Yougoslavie, ancien parti unique de Serbie et de Yougoslavie, considérait comme tabou le nationalisme et en réprimait toute forme, jusqu'à l'apparition de troubles au Kosovo et l'augmentation progressive des revendications des nationalistes albanais et serbes.
Milošević est considéré par beaucoup, dans son parti, comme un nationaliste. Cette étiquette a été notamment propagée par Dragiša Pavlović, membre influent de son parti et adversaire de Slobodan Milošević dans la conquête du pouvoir pour la présidence en 1987. Cependant, cette expression prend un sens particulier au sein de la Ligue des communistes serbes. Elle désigne ceux, comme Milošević, qui ont mis à l'ordre du jour la question serbe en Serbie, face aux revendications des autres nationalités, même s'il a pu s'agir de réussir une cohabitation (voir le discours de Kosovo Polje).
En 1990, les premières élections libres et pluralistes se déroulent en Bosnie-Herzégovine, en Macédoine, en Serbie, en Slovénie et en Croatie (voir Élection parlementaire croate de 1990 pour la Croatie) suivant en cela le mouvement de démocratisation engagé en Europe de l’Est un an auparavant. Bosnie-Herzégovine, Macédoine, Slovénie et Croatie élisent des présidents favorables au pluralisme et indépendantistes. En Serbie, où le Parti radical serbe de Vojislav Šešelj est minoritaire, et au Monténégro, les partis communistes conservent le pouvoir.
En Bosnie-Herzégovine, ce sont des partis nationalistes des trois communautés (croate, bosniaque-musulmane et serbe) qui remportent les élections.
En Slovénie, Milan Kučan sort vainqueur. Il est favorable à l'indépendance de la Slovénie.
Le nouveau président de la Croatie, Franjo Tuđman, est également pour une dissociation de la Yougoslavie. Il cherche un financement auprès des Croates expatriés, plus extrémistes que les Croates de Croatie. Cette influence se retrouve au HDZ, qui appelle à l'établissement de la Croatie dans ses frontières naturelles et historiques. Cela étendrait la Croatie jusqu'à la rivière Drina et inclurait une partie de la Bosnie-Herzégovine peuplée majoritairement de Croates, ainsi qu'une partie de la Serbie d'aujourd'hui. Beaucoup de ses décisions politiques sont vues par les Serbes comme une réhabilitation implicite de l'idéologie des Oustachis, notamment le choix du drapeau à damier rouge et blanc, symbole croate datant du roi Tomislav, mais qui fut aussi utilisé par les Oustachis (en réponse à ces accusations, l'ordre du damier est inversé). Le parti de Tudjman, le HDZ, purge la république de Croatie d'un grand nombre de fonctionnaires pro-communistes, un grand nombre de ces fonctionnaires étant serbes, cette mesure aussi est prise comme une attaque envers les Serbes de Croatie.
Bien que les Slovènes aient souvent accusé le Kosovo de dilapider leur richesse en aides au développement, des milliers d'entre eux se mobilisent et apportent leur soutien aux mineurs grévistes kosovars.
Les Serbes de quelques municipalités de Croatie se sentent lésés et persécutés. Contrairement aux Serbes de Zagreb, qui demandent des négociations et un compromis, les Serbes de la Krajina préfèrent une voie violente, en s'en prenant aux Croates. La république serbe de Krajina, dont la capitale est Knin, est unilatéralement proclamée le 28 février 1991 par le nationaliste serbe Milan Babić, et finit par s'étendre sur près d'un quart du territoire croate. Les premiers coups de feu sont tirés au printemps 1991. Les autorités serbes de Belgrade apportent un soutien aux combattants nationalistes, allant jusqu'à dissuader une intervention des forces croates, par l'emploi des forces aériennes fédérales.

#### Indépendance de la Slovénie et de la Croatie
En décembre 1990, les populations slovènes et croates se prononcent par référendum en faveur de l'indépendance.
En janvier 1991, les deux républiques lancent un ultimatum aux autorités yougoslaves, demandant à mettre la question de l'indépendance à l'ordre du jour, faute de quoi elles déclareront leur indépendance unilatéralement avant le 1er juillet 1991. La question est ouvertement ignorée par Belgrade, ainsi d'ailleurs que par les chancelleries occidentales.
À la suite de ce référendum, boycotté par la plupart des Serbes de Croatie, et comme le permet leur constitution, le 25 juin 1991, la Slovénie et la Croatie déclarent leur indépendance.
L'Allemagne, l'Autriche et le Vatican apportent leur soutien diplomatique et financier[citation nécessaire]. L'Allemagne est le premier pays européen, après le Vatican, à reconnaître la Croatie et la Slovénie le 23 décembre, suivie par les autres pays européens le 15 janvier 1992. L'Allemagne, récemment réunifiée, fait ainsi son retour sur la scène politique internationale et surtout européenne, cherchant à établir une sphère d'influence, dont la formation serait facilitée par la désintégration yougoslave, permettant d'y intégrer la Slovénie et la Croatie, jugées assimilables à l'Europe occidentale. L'éclatement de la Yougoslavie apparaîtrait, suivant ce schéma, comme une conséquence de l'impossibilité de cohabitation de deux zones culturelles, héritées au nord de l'Empire austro-hongrois, et au sud de l'Empire ottoman, disloqués lors des guerres des Balkans et de la Première Guerre mondiale.
Le soutien du Vatican peut se comprendre aussi par le fait que l'Église cherche à rétablir l'importance du christianisme dans les Balkans, en régression depuis la disparition en 1918 de l'Empire austro-hongrois.
L'Armée fédérale (JNA), majoritairement composée de Serbes et Monténégrins et dirigée par le Slovène Konrad Klosek, chargée de garantir l'unité yougoslave, intervient contre les deux républiques sécessionnistes. De violents affrontements s'ensuivent, contre les milices de la Croatie et de la Slovénie. Éparpillée le long de la frontière, des unités de la JNA sont prises au piège par des forces slovènes dix fois plus nombreuses[réf. nécessaire], et se rendent rapidement. La Slovénie, par cette courte guerre (27 juin - 6 juillet) d'une dizaine de jours, se présente à la communauté internationale comme une nation agressée.
La Communauté européenne, qui ne s'est pas encore prononcée sur la reconnaissance de ces deux républiques, met en place, le 27 août 1991, la Commission Badinter, chargée de réfléchir sur la question. Les décisions finales ont un caractère de jurisprudence. La Commission reconnaît l'indépendance de la Slovénie et de la Croatie, en vertu du droit uti possidetis, appliqué pour la décolonisation, qui reconnaît l'indépendance à l'intérieur des frontières administratives, délimitées par la Yougoslavie pour des besoins de décentralisation. La commission Badinter déclare la Yougoslavie « en dissolution », « en désintégration », ou encore « en démembrement », ce qui rend caduque la constitution yougoslave du point de vue de la Communauté européenne, et encourage les sécessions.
Les États-Unis d'Amérique et le FMI reconnaissent aussi les deux républiques.
En 1991, les complicités entre les Serbes de Serbie, Serbes de la république serbe de Krajina et Serbes de Bosnie-Herzégovine sont renforcées. Ces Serbes sont représentés par des partis nationalistes et conservateurs, notamment le Parti démocratique serbe de Radovan Karadžić. Cette situation de repli du pouvoir serbe en Serbie pour rassembler « tous les Serbes en un État », marque un tournant, puisqu'il s'allie avec le nationalisme violent et radical.
La Slovénie est entrée dans l'Union européenne en 2004 et la Croatie en 2013.

#### Indépendance de la Bosnie-Herzégovine
En Bosnie-Herzégovine, comme en Croatie et Slovénie, se déroule le même processus d’indépendance. À la suite d'un référendum boycotté par la plupart des Serbes de Bosnie et comme le permet sa constitution, le 29 février 1992, la Bosnie-Herzégovine déclare son indépendance.
La reconnaissance de la république indépendante de Bosnie-Herzégovine par la Communauté économique européenne, s’est faite dans les mêmes conditions que la reconnaissance de la Croatie et de la Slovénie, en date du 6 avril 1992. Cette reconnaissance a été suivie par celle des États-Unis et par son admission au Fonds monétaire international. À la suite de quoi, le 22 mai 1992, la Bosnie-Herzégovine, la Croatie et la Slovénie sont admises au sein de l’Organisation des Nations unies.
Cependant, comme pour la Croatie et la Slovénie, la Bosnie-Herzégovine est attaquée par l'armée yougoslave sous commandement serbe, appuyée par les milices serbes et les Serbes de Bosnie.
L'un des conflits principaux de l'indépendance de la Bosnie-Herzégovine est le siège de Sarajevo.

#### Guerre en Bosnie

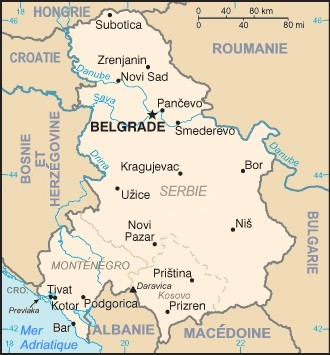
La Yougoslavie en 2003, au moment de sa dissolution

### Guerre du Kosovo
En 1999, la milice para-militaire des albanais du Kosovo de l'UÇK, luttant pour l'indépendance de la province, et l'armée serbe s'affrontent. L'OTAN intervient pour bombarder les positions serbes et aider l'UÇK au terme d'une guerre de 2 mois et demi contre la république fédérale de Yougoslavie. Des centaines de milliers de réfugiés fuyant les combats rentrent au Kosovo[réf. nécessaire]. Le Kosovo est placé sous l'administration de l'organisation des Nations unies.
L'ONU, ainsi que de nombreux pays individuellement, refusèrent dans un premier temps de reconnaître la fédération de la Serbie et du Monténégro comme le successeur de la république socialiste fédérative de Yougoslavie, bien qu'ils la reconnussent en tant qu'État indépendant. La situation a été résolue avec l'admission de la république fédérale de Yougoslavie aux Nations unies en 2000. Dans son dernier État, la Yougoslavie ne comprenait plus que les seules républiques de Serbie et du Monténégro, le statut du Kosovo demeurant incertain. Le 17 février 2008, le premier ministre du Kosovo déclare devant le parlement de la province la naissance du « Kosovo, libre et démocratique ».[réf. nécessaire] La communauté internationale est partagée entre partisans de la reconnaissance de ce nouvel État (États-Unis, France…) et opposants (Russie, Serbie…).

### Fin de la Yougoslavie
En 2002, la Serbie et le Monténégro parviennent à un nouvel accord portant sur leur coopération future, comportant, entre autres changements, la fin de la Yougoslavie. Le 4 février 2003, le parlement fédéral de Yougoslavie dissout le pays et accepte la création d'une fédération limitée des deux États restants. La nouvelle union des deux États est appelée Serbie-et-Monténégro. Le 3 juin 2006, ce nouveau pays éclate, le Monténégro ayant déclaré son indépendance à la suite d'un référendum en faveur de la séparation de la Serbie, faisant de facto de la Serbie l’héritière juridique de l'État des Slaves du sud.

## Économie de la Yougoslavie monarchique

### Stagnation
L'économie du royaume de Yougoslavie pendant la période d'entre-deux-guerres était considérée comme stagnante. À la suite du traité de Versailles, le pays était une addition de régions pratiquement laissées à l'abandon par leurs divers dominateurs. Les provinces du sud ont connu plusieurs siècles de domination turque ; celles du nord, ont connu l'autorité austro-hongroise. Deux économies féodales se sont fait face sans véritable structure économique centrale.
Pendant cette période d'entre-deux-guerres, le pays, à l'inverse de l'Union soviétique est alors fractionné en de nombreuses propriétés : Il s'agit principalement de multiples petites propriétés terrestres. Selon le recensement de 1931, pour une superficie totale de culture de 10 645 570 hectares, la Yougoslavie possède alors 1 985 000 propriétés et le nombre des propriétés dépassant 50 hectares n'excède pas 11 000.
La production agricole est alors faible, le manque de centralisation, la géographie, le manque d'engrais chimiques et de mécanisation constituent des obstacles. Par exemple la production de céréales, par habitant, était de 2 à 7 fois moins élevée que dans les autres pays européens. La production industrielle est très faible malgré de nombreuses ressources : le pays possède d'importantes quantités de charbon, de cuivre et des nappes de pétroles. La plupart des métaux peuvent être exploités en Yougoslavie mais ces ressources sont en majeure partie exportées empêchant la naissance d'une véritable industrie de transformation. Les domaines agricoles et industriels sont donc très peu mécanisés.
La Yougoslavie monarchique n'utilisait pas ce que l'on peut appeler son potentiel économique national, en résulte une stagnation et une situation de sous-développement économique donnant un des facteurs favorisant la révolution communiste de Tito.

## Économie de la Yougoslavie socialiste

### Autogestion
L'autogestion était surtout symbolique ou marginale, puisque l'économie était principalement organisée et planifiée par l’État, dont l'orientation est donnée par le Parti communiste, comme cela se fait dans les pays socialistes. La différence majeure avec la majorité des pays du bloc soviétique est que toutes les entreprises n'appartiennent pas à l'État, mais qu'un grand nombre forment une structure complexe, connue sous le nom de « propriété sociale ».
Les assemblées d'ouvriers y étaient l'organe décisionnaire ultime pour les questions internes mais se devaient d'appliquer les directives du Parti pour tout le reste, notamment la planification économique et les quotas de production.

### Modèle yougoslave

#### Modèle à l'Est
En 1985-1986, Petr Aven, économiste russe, et Iegor Gaïdar ont reçu pour mission de préparer le programme des réformes économiques. Ils décident de se fonder sur un modèle économique existant et qui a fait ses preuves. Gaïdar a proposé la Hongrie ou la Yougoslavie. Petr Aven a proposé la Suède. Et Gaïdar a répondu :

« Nous ne pouvons pas transformer l'URSS en Suède… »

## Géographie et géologie de l'espace yougoslave

### Karst dans l'espace yougoslave
voir aussi Karstologie
Le karst est un phénomène géologique spécifique qui provoque un mode de vie original. L'espace yougoslave a une zone de karst très étendue, avec tous les stades d'évolution. C'est le pays « classique » du Karst pour les géologues.

#### Zones karstiques
- Le karst dinarique est orienté N-O vers S-E et s'étale sur 700 km, avec une largeur d'environ 80 / 90 km. Sa surface est de 56 000 km², soit 22 % de l'espace yougoslave, et il est occupé par seulement 12 % de la population.
- Alpes juliennes
- Zagreb : montagne de Samobor
- Bosnie centrale
- Bosnie orientale : vallée de la Drina
- Monténégro : montagne de l'Orjen
- Serbie : Rascie, Serbie orientale, Macédoine du Nord.

#### Phénomènes liés au karst
1. Les vallées suspendues : les petits ruisseaux et les rivières n'ont pas le même rythme d'enfoncement, et cela crée des cascades. Difficultés de circulation.
2. La roche soluble : l'eau de pluie contient du gaz carbonique qui dissout le calcaire, ce qui provoque des phénomènes annexes : l'eau élargit les diaclases progressivement, créant des fissures à la surface de plusieurs centimètres. Ce sont les lapiez ou chkrapa. Lorsque le lapiez s'effondre, des blocs de roches s'entassent les uns sur les autres.
3. Les dolines : ou vrtatcha. Le calcaire contient un peu d'argile, qui se dépose au fond. L'eau ronge sur les côtés, créant des dolines très rondes, qui peuvent atteindre des dizaines voire des centaines de mètres de diamètre.

Les territoires karstiques représentent 30 % de l'espace yougoslave. C'est un phénomène lié à la roche calcaire : 1 000 m de sédiments quasi purs. Le calcaire dinarique se poursuit jusqu'en dessous du niveau de la mer. Cette roche dure et perméable est parcourue de fissures microscopiques, les diaclases, dans lesquelles l'eau s'infiltre. La roche l'absorbe, il y a peu de ruissellement dans les zones de karst. Cependant, des rivières la traversent, comme la Neretva, la Krka. Ces rivières ne collectent pas d'eau dans le Karst. Elles en perdent une partie et ont tendance à creuser des canyons dans le calcaire, ce qui crée des parois abruptes.

### Uvala
De forme irrégulière, elle peut faire des kilomètres de large et est liée à la coalescence de plusieurs collines. Parfois, l'argile est balayée par le vent, il se crée alors une doline secondaire au fond de l'uvala. Le sol argileux est fertile, certaines uvalas sont habitées. Il existe un problème d'eau.

### Polje karstique
Il peut être le résultat de la jonction de plusieurs uvalas, mais en général il est d'origine tectonique. Tous les polje de karst dinarique sont dans la même direction (plissement du relief). Tous les polje ne sont pas karstiques.
L'uvala est sèche, alors que le polje est traversé par un cours d'eau. En général, leur période d'inondation varie entre quelques jours et quelques mois.
Des travaux d'aménagement ont été effectués pour agrandir le Ponor. Son inondation bloque l'agriculture. La phase de Blato (gadoue) qui suit l'inondation peut durer plusieurs semaines. Certains polje sont bien agencés et n'ont pas d'inondation comme le polje de Cetinje.

## Yougo-nostalgie
La « yougo-nostalgie » s'exprime à travers des parcs à thème, des cafés emplis de portraits de Tito, ou encore des projets comme le train bleu.
Réintroduite par les yougo-nostalgiques, la cérémonie de la stafeta, à savoir la « cérémonie du flambeau » a eu lieu le 25 mai 2011. Le flambeau, passant de main en main, est parti de Umag, en Istrie, dans l’ouest de la Croatie, pour arriver à Belgrade. Cet événement, populaire dans la Yougoslavie de Tito, avait eu lieu, pour la dernière fois, en 1987.
En 2011, la Slovénie adopte une pièce de 2 euros à l’effigie d'un célèbre partisan yougoslave, Franc Rozman dit « Stane », mort en 1944 à Lokve en Slovénie.

#### Avant 500
- Plaine de Pannonie (bassin du moyen Danube)
- Passage et installation de Cimmériens et Scythes (vers -600), langues scythes indo-iraniennes
- Âge du fer, culture de Hallstatt (1200-500 AEC)
- Installations celtes dans l'Europe du Sud-Est, celticisation (en)
- Scordiques, peuple probablement d'origine celtique, arrivé vers -500, à l'origine de Singidunum (Belgrade, vers -298)
- Dardaniens (peuple) (en), de langue paléo-balkanique
- Dardanie (Balkans), Bardylis Ier (roi illyrien 385-358)
- Mosaïque de peuples : Illyriens, Dalmates, Liburniens, Daces, Gètes, Pannoniens, Osériates
- Liste d'anciennes tribus en Illyrie (en)
- Illyrie, guerres d'Illyrie (229-168 AEC, République romaine)
- Province romaine d'Illyrie (167 AEC -49, République romaine), renommée Dalmatie (49-454, Empire romain)
  - Campagne d'Octavien en Illyrie (35-33 AEC)
  - Campagne d'Illyrie (13-9 AEC)
  - Grande révolte illyrienne (6-9)
- Serbie à l'époque romaine : le territoire correspond à des parties des régions ou provinces romaines de Pannonie, Mésie, Dalmatie, Dacie, Macédoine (région), avec pour capitale économique Sirmium, un temps une des capitales de la Tétrarchie
- Prévalitaine, province romaine (à peu près Albanie-Kosovo-Monténégro-Serbie)
- Antiquité tardive (330c-600c)
  - Histoire de l'Empire byzantin (330c-1453)
  - Invasions barbares (grandes migrations,vers 300-500)
  - Royaumes barbares (vers 350-550), dont l'empire hunnique à proximité

- Royaume d'Odoacre (476-493), général germain, qui a déposé le dernier empereur romain d'Occident, Romulus Augustule, et agit officiellement pour l'Empire romain d'Orient (byzantin)
- Royaume ostrogoth (493-553) (Théodoric le Grand, Totila), Royaume lombard (568-774), surtout en Istrie
- Traditions alpines préchrétiennes

#### 500
- Province byzantine de Pannonie (vers 510-580), capitale Sirmium, sorte de Grande Syrmie
- Avars (550-830, Europe orientale, passés par la steppe pontique), khaganat avar (562-823), Gépides
- Slaves, Slaves méridionaux, liste des tribus slaves médiévales, Slaves anciens (en), proto-slave, langues slaves, langues slaves méridionales, serbo-croate
- Migrations serbes, Migrations slaves dans les Balkans (550-720)
  - petit âge glaciaire de l'Antiquité tardive (en) (535-600), événement climatique de 535-536
  - Peste de Justinien (541-767)
- Sklavinies communautés populaires slaves agropastorales (par opposition aux Valachies roumanophones)
- Campagnes de Maurice dans les Balkans (582-602)
- Guerres byzantino-avares (568-626), guerres byzantino-serbes (580c-1350c)
- Liste des noms latins des villes
- Moyen Âge serbe
  - Dioclée, Paganie (Narentins), Rascie, Travonie, Zachlumie
- Liste des souverains serbes et yougoslaves
- Serbie blanche (Lusace, Europe centrale), à l'origine des Serbes et des Sorabes/Wendes
  - Prince de Serbie blanche (?-652)
- Samo de Bohême (600-658)
- Principauté de Dalmatie (626-925)
- Khanat bulgare du Danube (681-864), premier Empire bulgare (681-1018)
- Guerres des Francs contre les Avars (791-805)
- Soulèvement de Ljudevit (819-823)
- Cyrille et Méthode, « les Apôtres des Slaves » vers 850-880)

#### 1000
- Thème byzantin de Serbie (1018, capitale Sirmium, regroupant globalement Serbie, Croatie, Bosnie, Herzégovine)
- Grande Principauté de Serbie (1091-1217, Rascie (650c–1346)
- Église orthodoxe serbe (1219, autocéphale), Code de saint Sava (1219, Krmcija / Nomocanon), Guide pratique de la véritable foi orthodoxe de l'Église serbe (1221)
- Expulsion des hérétiques accusés de bogomilisme
- Royaume de Serbie (1282–1325) (sr) = Syrmie
- Empire serbe (1346-1371), Vukašin Mrnjavčević (1320-1371)
- Codex Monacensis slavicus 4 (1350-1380)
- Zeta (État historique) (1356-1499)
- Principauté de Serbie (1371-1403)
- Despotat de Serbie (1402-1540)
- Liste des guerres impliquant la Serbie au Moyen Âge (en), armée serbe médiévale (en)

#### Serbie ottomane (1459-1830)
- Guerres ottomanes en Europe, guerres austro-turques, Longue Guerre (1591-1606)
- Serbie ottomane, turquisation
- Stefan Lazarević (1374-1427)
- Bataille de Kosovo Polje (1389)

- Duché de Carinthie (976-1919, Autriche-Slovénie)
- Slovénie : marche de Carniole (1040-1364), duché de Carniole (1364-1918)
- Bosnie : Rascie, puis banat de Bosnie (1154-1377), royaume de Bosnie (1377-1463), pachalik de Bosnie (1580–1867)
- Monténégro : principauté épiscopale du Monténégro (1516-1852), principauté du Monténégro (1852–1910), royaume du Monténégro (1910-1918)
- Croatie centrale & Slavonie : Croatie Pannonienne (790-896, Pasovine) État croate médiéval (925-1102), Croatie unie à la Hongrie (1102-1527), royaume de Croatie (Habsbourg) (1527-1868), royaume de Croatie-Slavonie (1868-1918)
- Condominium de Bosnie-Herzégovine (1878-1918), vilayet de Bosnie (1867-1918), vilayet d'Herzégovine
- Dalmatie : république de Raguse (1358-1808, république de Venise), Provinces illyriennes (1809-1813/1814, Empire français), royaume de Dalmatie (1815-1918)

- Confins militaires de la maison de Habsbourg (chronologie de l'Autriche-Hongrie) : Krajina croate (1538-1882, Croatie militaire), Slavonie militaire, Banat historique, Confins militaires transylvains
- Grande guerre turque (1683-1699)

#### 1800
- Guerres napoléoniennes (1792-1815), troupes balkaniques des armées napoléoniennes
- Montée du nationalisme dans l'Empire ottoman (en)
- Nationalisme romantique, conscience nationale serbe, nationalisme serbe, panslavisme
- Révolution serbe (en)
  - Premier soulèvement serbe (1804-1813)
  - Rébellion d'Hadži-Prodan (en) (1814)
  - Second soulèvement serbe (1815-1817)
- Soulèvement bosnien (1831-1832) (bs)
- Guerre russo-turque de 1877-1878
- Guerre serbo-bulgare (1885-1886)
- Liste de guerres impliquant la Serbie depuis 1800 (en)
- Thème de la Vieille Serbie (en), La jeune fille du Kosovo (en)

#### 1900
- Serbian Chetnik Organization (en) (1902)
- Guerre des cochons (1906-1911), crise bosniaque (1908-1909)
- Guerres balkaniques (1912-1913), Serbie dans les guerres balkaniques (en)

- Front austro-serbe (Première Guerre mondiale) (1914-1918), Attentat de Sarajevo
  - Histoire de l'Autriche-Hongrie pendant la Première Guerre mondiale, Serbie dans la Première Guerre mondiale
  - Campagne de Serbie (1914), campagne de Serbie (1915), occupation austro-hongroise de la Serbie (1915)
  - Occupation bulgare de la Serbie pendant la Première Guerre mondiale, campagne de Serbie (1918)
  - Armistices de 1918 sur les fronts d'Orient et d'Italie
  - Traité de Saint-Germain-en-Laye (1919), traité de Trianon (1920)

- Entre-deux-guerres (1918-1939)
  - État des Slovènes, Croates et Serbes (1 mois en 1918)
  - Royaume des Serbes, Croates et Slovènes (1918-1929), devenu royaume de Yougoslavie (1929-1941/1945)
    - Banovine de Croatie, banovine du Danube, banovine de la Drave, banovine de la Drina, banovine du Littoral, banovine de la Morava, Banovine de la Save, banovine du Vardar, banovine du Vrbas, banovine de la Zeta
    - Serbie du Sud (1919-1922)

#### 1940
- Front yougoslave de la Seconde Guerre mondiale (1941-1945)
  - Campagne des Balkans (1940-1941)
  - Coup d'État yougoslave de 1941
  - Invasion de la Yougoslavie (1941), opération Châtiment, démembrement du pays
  - Partisans (Yougoslavie) (1941-1945), république d'Užice (1941), république de Bihać (1942-1943)
  - Gouvernement yougoslave en exil (1941-1945)
  - Histoire de la Serbie pendant la Seconde Guerre mondiale
    - Territoire du commandant militaire en Serbie (1941-1944)
    - Gouvernement de salut national (Serbie) (1941-1944)
    - Tchetniks, crimes de guerre des Tchetniks pendant la Seconde Guerre mondiale, shoah en Serbie, procès de Belgrade (1946)

  - Gouvernorat italien de Dalmatie (1941-1943, République sociale italienne)
  - État indépendant de Croatie (1941-1945)
  - Province de Ljubljana (1941-1945, Slovénie)
  - Gouvernorat italien du Monténégro (1941-1943, République sociale italienne)
  - République socialiste de Croatie (1943-1991)
  - Conseil antifasciste de libération nationale de Yougoslavie (1943), Comité national de libération de la Yougoslavie
  - Opérations anti-partisans en Croatie (1941-1945), massacres de Voïvodine
  - Shoah dans l'État indépendant de Croatie

- Ligue des communistes de Yougoslavie (1919-1991)
- République fédérative socialiste de Yougoslavie (1945-1992), président de la république fédérative socialiste de Yougoslavie, histoire de la Yougoslavie
- Rupture Tito-Staline (1948)
- Territoire libre de Trieste (1947-1954)
- Guerre froide (1947-1991), Mouvement des non-alignés (1961)
- Josip Broz Tito (1892-1980)
- Révolution anti-bureaucratique (1988-1989)

#### 1990
- Dislocation de la Yougoslavie (1990)
- République serbe de Krajina (1990-1995)
- République fédérale de Yougoslavie (1992-2003, RFY, non reconnue par les Nations unies, Serbie (dont Kosovo et Voïvodine) et Monténégro), sanctions contre la Yougoslavie (1992)
- Guerres de Yougoslavie (1991-2002), dont guerre de Bosnie-Herzégovine (1992-1995), génocide bosniaque, guerre du Kosovo (1998-1999)
- République serbe de Bosnie (1992-présent)
- Mission d'administration intérimaire des Nations unies au Kosovo (1999-2008), EULEX Kosovo (opération de l'Union européenne, 2008-présent)
- Tribunal pénal international pour l'ex-Yougoslavie (1993-2017)

#### 2000
- Crise postélectorale yougoslave de 2000 (Révolution des bulldozers)
- Serbie-et-Monténégro (2003-2006)
- Province de Kosovo-et-Métochie, république du Kosovo (2008, de facto), indépendance du Kosovo

#### Autres
- Culture de la Bosnie-Herzégovine, de la Croatie, du Kosovo, de la Macédoine du Nord, du Monténégro, de la Serbie, de la Slovénie
- Économie de la Bosnie-Herzégovine, en Croatie, du Kosovo, de la Macédoine du Nord, du Monténégro, de la Serbie, de la Slovénie
- Politique en Bosnie-Herzégovine, en Croatie, au Kosovo, en Macédoine du Nord, au Monténégro, en Serbie, en Slovénie
- Liste de massacres en Yougoslavie (en)
- Liste de guerres impliquant la Yougoslavie (en)

### Documentaires
- Yougoslavie, suicide d'une nation européenne Documentaire de Brian Lapping (en), BBC, 1995
- The Death of Yugoslavia Documentaire d'Angus MacQueen, Brook/Lapping Productions, October Films, 1995.
- The Death of Yugoslavia de Laura Silber et Allan Little, Royaume-Uni, septembre 1995.